# La vida instrucciones de uso
La vida instrucciones de uso (título original en francés: La Vie mode d'emploi) es una novela del escritor francés Georges Perec, publicada en 1978. Se trata de la obra más ambiciosa del autor. Sin ser una novela de consumo masivo, ha sido traducida a numerosos idiomas y se considera una obra maestra y de culto. En Francia es reconocida como uno de los mejores libros del siglo XX. El mismo año de su publicación, su autor recibió por esta obra el Premio Médicis.
La novela está dedicada a la memoria de Raymond Queneau, cofundador del grupo Oulipo, en el cual Perec desarrolló su pasión por los juegos de palabras, lipogramas, anagramas y puzles.

## Creación de la obra
Perec escribió esta novela entre 1976 y 1978. Durante 1977 y 1978, antes de aparecer la novela, publicó en revistas algunos capítulos de la obra. A pesar de lo anterior, la primera concepción de su idea surgió en 1969 o incluso antes. En un libro anterior, Especies de espacios (1974), en la sección subtitulada «Proyecto de novela», Perec escribió:

«Me imagino un inmueble parisiense cuya fachada ha desaparecido (...) de modo que, desde el entresuelo a las buhardillas, todas las habitaciones que se encuentran delante sean visibles instantánea y simultáneamente.

La novela —cuyo título es La vida instrucciones de uso— se limita (...) a describir las habitaciones puestas al descubierto y las actividades que en ellas se desarrollan, todo ello según procesos formales (...) poligrafía del caballo (y lo que es más, adaptada (la novela cuenta con 99 capítulos) a un tablero 100 casillas (10×10), pseudo-quenina de orden 10, bi-cuadrado latino ortogonal de orden 10 (aquel que dijo Euler que no existía, pero que fue descubierto en 1960 por Bose, Parker y Shrikande [sic]).»
Georges Perec

En ese mismo texto, el escritor también reconoce que una de sus numerosas influencias para esta obra es:

«(...) un dibujo de Saul Steinberg, aparecido en The Art of Living (Londres, Hamish Hamilton, 1952) que representa un edificio (...) del que una parte de la fachada ha sido eliminada, dejando ver el interior de unas veintitrés habitaciones (...)»
Georges Perec

Inmediatamente después del texto citado, el autor procede a hacer un inventario relativamente exhaustivo de todo lo que ve en dicho dibujo, de un modo que luego utilizará también en La vida instrucciones de uso.
En cuanto a los nombres de los personajes de la novela, Gaspard Winckler comparte el mismo nombre que el protagonista de El Condotiero, su primera novela terminada, aunque publicada póstumamente. Pese a que los personajes de ambas obras son artistas plásticos, se trata de personajes distintos. Mientras el Winckler de La vida instrucciones de uso es un artesano, el de El Condotiero es un falsificador de cuadros de pintores famosos, que acaba de asesinar a su jefe. El mismo nombre es utilizado además por uno de los narradores de W o el recuerdo de la infancia (1975). En El Condotiero también aparece un personaje llamado Jérôme, quien es el maestro de Winckler, que lo introduce en el arte de las falsificaciones. En cuanto al personaje de Serge Vàlene, este es un seudónimo que utilizó Perec al final de los años 1950.

### La influencia de Oulipo
El título de esta novela alude a las contraintes (en castellano, «restricciones») del grupo Oulipo, del cual Georges Perec fue un miembro activo y prolífico. Las contraintes son un conjunto de reglas o «instrucciones de uso» que se pueden aplicar al proceso de escritura de un texto, de modo de ampliar las posibilidades de la escritura y fomentar la creatividad del autor. Las contraintes que utiliza Perec en esta novela se pueden apreciar en su estructura. Adicionalmente, el autor se permite algunas excepciones a la regla, las cuales también son fomentadas por Oulipo, bajo el nombre de clínamen.
El libro abunda en juegos de palabras tales como hipogramas o sutiles bromas personales relacionadas con el grupo.

## Estructura
| «Abre bien los ojos, mira.» —Julio Verne, Miguel Strogoff. Epígrafe del libro. |

| «La mirada sigue los caminos que se le han reservado en la obra.» —Paul Klee, Pädagogisches Skizzenbuch. Epígrafe del «Preámbulo». |

Corte (o sección) de la fachada del edificio de la novela con sus habitantes actuales. En cursivas se indican los antiguos ocupantes. A la derecha se indican sus niveles. El -1 representa los sótanos, y los 7 y 8 son los desvanes.

Tal y como lo define explícitamente su autor, este libro está estructurado como un rompecabezas:

«Todo el libro se ha construido como una casa en la que las habitaciones se unen unas a otras siguiendo la técnica del puzzle.»
Georges Perec

El libro comienza con un «Preámbulo», donde el autor habla sobre el arte de hacer y completar rompecabezas. Luego se divide en 99 capítulos distribuidos en seis partes, en los que figuran más de 1500 personajes, de los cuales unos 167 son personajes principales, y donde se incluyen numerosas florituras, tipografías, dibujos, esquemas, listas y carteles de diversos productos y eventos reales o ficticios. Cada capítulo se corresponde con una estancia del edificio, cuyo frontis se divide en una cuadrícula de 10×10. Al final de la novela, luego de un breve epílogo, se incluye un plano del inmueble, con la distribución de sus actuales y antiguos habitantes.

Recorrido de los capítulos en la novela.

Solución del problema del caballo.

El orden de los capítulos se comporta de acuerdo con una solución del problema del caballo —normalmente asociado a cuadrículas de 8×8 correspondientes a un tablero de ajedrez— encontrada experimentalmente por el mismo Perec. De este modo, cada estancia tiene asociada un capítulo diferente, y solo se describe en todo el libro una única vez. La única excepción a la regla es el sótano de la Sra. Moreau, en la esquina inferior izquierda de la cuadrícula, que solo se menciona fugazmente al final del capítulo 65 e inmediatamente antes del 66. Además, cada parte del libro se acaba con un capítulo posicionado de tal manera que ya se haya pasado por los cuatro bordes de la cuadrícula; así, por ejemplo, la «Primera parte» acaba en el capítulo 21 (borde inferior), puesto que ya se alcanzaron el borde derecho (capítulo 3), el superior (capítulo 7) y el izquierdo (capítulo 12).
Además del recorrido del edificio, Perec diseñó un algoritmo para describir los elementos en cada una de sus estancias. Para ello primero elaboró un cuaderno de carga, con 21 pares de listas temáticas —autores, mobiliario, animales, colores, sentimientos, música, adjetivos, entre otras— cada una de ellas conformada por 10 elementos, totalizando 420 elementos para distribuir entre las cien estancias del edificio, y entre los 99 capítulos. En general, los elementos quedarían listados de la siguiente forma:
| par 1                   | par 1                   | par 2                   | par 2                   | {\displaystyle \ldots } | par 21                  | par 21                  |
| lista 1                 | lista 2                 | lista 1                 | lista 2                 | {\displaystyle \ldots } | lista 1                 | lista 2                 |
| ----------------------- | ----------------------- | ----------------------- | ----------------------- | ----------------------- | ----------------------- | ----------------------- |
| elem 1-1-1              | elem 1-2-1              | elem 2-1-1              | elem 2-2-1              | {\displaystyle \ldots } | elem 21-1-1             | elem 21-2-1             |
| elem 1-1-2              | elem 1-2-2              | elem 2-1-2              | elem 2-2-2              | {\displaystyle \ldots } | elem 21-1-2             | elem 21-2-2             |
| elem 1-1-3              | elem 1-2-3              | elem 2-1-3              | elem 2-2-3              | {\displaystyle \ldots } | elem 21-1-3             | elem 21-2-3             |
| {\displaystyle \vdots } | {\displaystyle \vdots } | {\displaystyle \vdots } | {\displaystyle \vdots } | {\displaystyle \vdots } | {\displaystyle \vdots } | {\displaystyle \vdots } |
| elem 1-1-10             | elem 1-2-10             | elem 2-1-10             | elem 2-2-10             | {\displaystyle \ldots } | elem 21-1-10            | elem 21-2-10            |

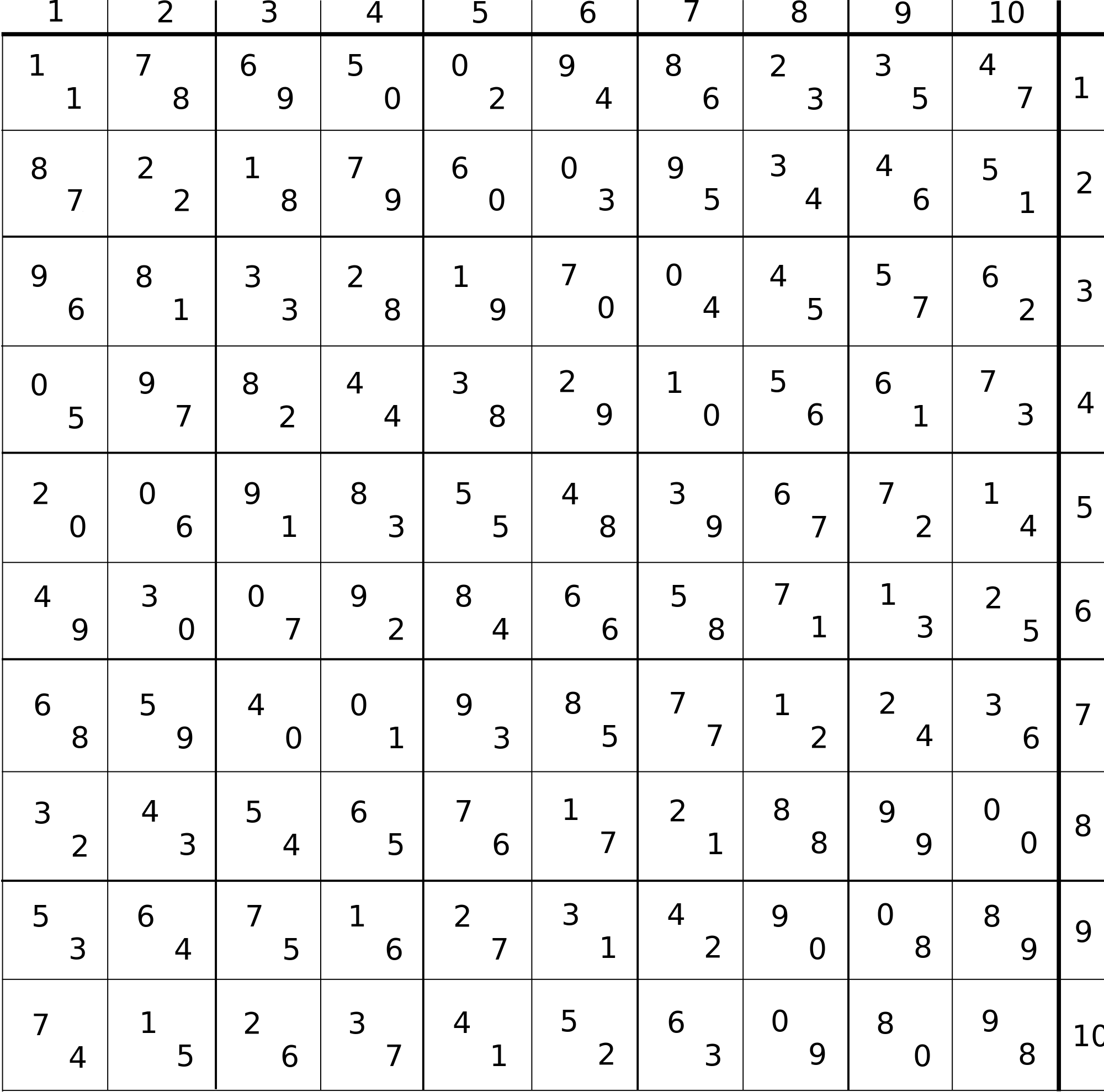
El bicuadrado latino ortogonal utilizado en la novela.

La decisión de dónde colocar cada objeto viene determinada por un bicuadrado latino ortogonal de orden 10: en cada cuadro de la cuadrícula de 10×10, se incluye un par ordenado de dígitos, de modo que cada dígito está presente una sola vez en cada línea y en cada columna, y además no existen dos cuadros que contengan el mismo par ordenado. Así, cada capítulo tiene un par (a,b) asociado, lo que significa incluir en dicho capítulo a elementos de la primera lista, y b elementos de la segunda lista. Por ejemplo, como el capítulo 3 tiene asociado el par (2,5), entonces en este capítulo deben usarse los elementos 1-1-2, 2-1-2, ..., 21-1-2, así como los elementos 1-2-5, 2-2-5, ..., 21-2-5. Esta estrategia, no obstante, no es utilizada de manera tan estricta, pues el autor se permite escoger en ciertos casos algunos elementos de sublistas particulares, y además permutar el bicuadrado latino ortogonal, sobre la base de lo que en matemáticas se conoce como una pseudo-quenina de orden 10, aumentando así las posibilidades de elección.
Hacia el final del libro, y como ayuda para el lector, la obra incluye tres apéndices: un extenso «Índice de nombres», ordenados alfabéticamente; un apartado de «Referencias cronológicas», que contiene fechas de nacimiento, fallecimiento y eventos comprendidos en el libro desde 1833 hasta 1975; y un «Índice de algunas de las historias contadas en este libro». Finalmente, antes del índice, se incluye un post scriptum donde el autor señala que en el libro se utilizan diversas citas, a veces modificadas, de los siguientes autores:
- René Belletto
- Hans Bellmer
- Jorge Luis Borges
- Michel Butor
- Italo Calvino
- Agatha Christie
- Gustave Flaubert
- Sigmund Freud
- Alfred Jarry
- James Joyce
- Franz Kafka
- Michel Leiris
- Malcolm Lowry
- Thomas Mann
- Gabriel García Márquez
- Harry Mathews
- Herman Melville
- Vladimir Nabokov
- Georges Perec
- Roger Price
- Marcel Proust
- Raymond Queneau
- François Rabelais
- Jacques Roubaud
- Raymond Roussel
- Stendhal
- Laurence Sterne
- Theodore Sturgeon
- Julio Verne
- Unica Zürn

## Argumento
La novela cuenta las vidas presentes y pretéritas —incluso en ocasiones fugazmente futuras— de las numerosas personas que habitan o han habitado un antiguo edificio parisino, ubicado específicamente en la calle Simon-Crubellier número 11 del barrio de la Plaine Monceau, en el distrito 17. Cada historia surge de la exhaustiva descripción, por parte de un narrador omnisciente, de alguno de los aposentos del edificio, los cuales son retratados todos en un mismo momento, el 23 de junio de 1975, instantes antes de cumplirse las ocho de la tarde.
En total se relatan más de un centenar de historias diferentes, como se puede apreciar en las breves descripciones de 107 historias indexadas al final del libro, así como en la enumeración de 179 historias —no todas relacionadas con personajes del edificio— que aparece en el capítulo 51. Estas historias abarcan en conjunto un tiempo comprendido desde 1833 hasta 1975. Muchas de ellas están de alguna manera relacionadas con la de Percival Bartlebooth, que se podría considerar la historia principal de la novela. Bartlebooth es un multimillonario que ha organizado su vida en torno a los rompecabezas, y que para llevar a cabo su proyecto ha recorrido el mundo y recurrido a varios otros habitantes del edificio.

### Personajes principales
El edificio se construyó sobre dos terrenos, uno de ellos perteneciente al comerciante de madera Samuel Simon, y el otro al alquilador de vehículos Norbert Crubellier. Aquel era un suburbio de pequeña industria, pero luego que sobre los terrenos vecinos comenzara a levantarse un prometedor barrio residencial, ambos decidieron en 1875 comenzar también a parcelar su terreno. Los edificios de la manzana, todos semejantes, fueron construidos sin mucha imaginación por un arquitecto y su hijo. El edificio se acabó de construir en 1885.

#### Familias de residentes actuales
- Albin, Los

Poco después de casarse se fueron a Damasco, Siria, entonces colonia francesa, donde permanecieron durante la Segunda Guerra Mundial e hicieron dinero mediante la creación de una empresa editorial. En 1945, cuando se disponían regresar a Francia, nacionalistas antifranceses quemaron su editorial y tropas francobritánicas bombardearon el hotel que acababan de construir y en el que habían invertido tres cuartas partes de su fortuna.
- René Albin (f. Damasco, 1945): tipógrafo que con ayuda del Estado francés abrió una editorial de libros escolares en Damasco. Falleció la misma noche del bombardeo, por un paro cardíaco. Fue inhumado en Juvisy.
- Flora Champigny: hacia 1925 vivía en su habitación actual con su primer prometido, Raymond Albin, un soldado sin parentesco con René. Ambos compartían amistad con Jerôme y Valène. También fue amiga de la Srta. Crespi y François Gratiolet. Ya casada y viviendo en Damasco con René, se hizo cargo del negocio del hotel, hasta su bombardeo. Fue repatriada en 1946. La portera Claveau, con quien había seguido en contacto, le ayudó a recuperar su antigua habitación del edificio. Lo perdió todo y actualmente vive de una escueta indemnización, va a visitar diariamente la tumba de su esposo, y conserva solo unos pocos objetos valiosos de Siria, que muestra a pocas personas. Está empezando a padecer demencia senil.

- Altamont, Los

Cyrille Altamont y Blanche Gardel fueron amigos de infancia. Los padres de ambos tenían sus casas de campo en Neauphle-le-Château, donde pasaron juntos en familia alegres vacaciones de verano antes de la guerra. Allí, durante quince días, ambos preparaban un número para los adultos, donde ella bailaba mientras él tocaba el violín. Después de la guerra volvieron a verse cuando ella ya tenía 16 y él 26; Cyrille la cortejó en vano durante tres años, hasta que Blanche comenzó una relación con otro hombre y Cyrille partió a Londres. Un tiempo después y por petición de Blanche, Cyrille la llevó a las afueras del norte de la capital inglesa, donde se hizo pasar por su esposo para abortar. La pareja de Blanche no toleró la noticia, y tras su suicidio, ambos se casaron un año después, en abril de 1951. Al mes siguiente compraron su apartamento actual y se mudaron a él. Son ricos y preparan su suntuosa recepción anual, uno de los pocos momentos en que Cyrille puede estar en casa y con su hija, Véronique, pues Blanche se lo impide, acusándolo del aborto secreto como si hubiese sido él quien se lo hubiese pedido.
- Blanche Gardel (n. 1929): prima lejana de la señora Appenzzell, a los 19 años fue bailarina de ballet en la compañía Ballets Frères, que realizaba funciones alrededor de París. Allí fue pareja del ambicioso director artístico, coreógrafo y primer bailarín Max Riquet, alias Maximilien Riccetti. Quedó embarazada de él, pero en noviembre de 1949 un conde les contrató para una nueva pieza, cuyo estreno coincidiría con el nacimiento del bebé. Pese a la reprobación de Riquet, al mes siguiente fue a Londres para que Cyrille la ayudara a abortar. Al enterarse, Riquet no pudo aguantarlo y se ahorcó. Desde entonces Blanche siente un enorme resentimiento por Cyrille, a quien acusa secretamente por haberla ayudado a abortar. Actualmente tiene 45 años, y lleva siempre consigo una tela negra en luto por su antigua pareja.
- Cyrille Altamont (n. 1920): durante la guerra combatió en las Ardenas y alcanzó el grado de teniente. Estudió simultáneamente en la École polytechnique y en la Escuela Nacional de Administración. Recién egresado, fue a hacer sus prácticas a la Embajada de Francia en Londres. A los 31 años fue nombrado secretario permanente del consejo de administración y apoderado del Banco Internacional para el Desarrollo de los Recursos Energéticos y Mineros. Pese a su actitud en general idónea para los negocios, a comienzos de los años 1960 perdió para la compañía una enorme fortuna, al juzgar irrelevantes las investigaciones del químico Wehsal, antiguo colaborador nazi y pionero en la elaboración de combustibles sintéticos. A las pocas semanas de mudarse a su apartamento en París fue trasladado a Ginebra como experto internacional, donde se radicó. Desde entonces viaja a París por cortos periodos de tiempo y casi siempre se aloja en un hotel, pues su resentida esposa no lo deja ver a su hija. Actualmente tiene 55 años.

- Véronique Altamont (n. octubre de 1959): hija de Blanche y Cyrille, tiene 17 años, pinta acuarelas y toca el piano. Era muy amiga de Béatrice Breidel, pese a que su madre y la señora Véra Orlova de Beaumont se detestaban. Durante años odió a su padre ausente, y se empeñó en averiguar la historia de sus padres, hasta que comprendió la verdad en noviembre de 1974, gracias a una carta reciente de Cyrille escrita a su madre, donde rememoraba la noche y la mañana siguiente del aborto, y donde le sacaba en cara la prohibición de esta por ver a su hija. Desde este año ayuda diariamente, durante una o dos horas, al ciego Bartlebooth a reconstruir sus rompecabezas.

- Bartlebooth, Los

- James Sherwood (Ulverstone, Lancashire; 1833 - 1900): muy joven emigró a Boston, donde se convirtió en farmacéutico y se hizo millonario al inventar a inicios de 1870 una goma pectoral basada en jengibre. Padecía neurastenia, e invertía su dinero en coleccionar unicum o unica (objetos valiosos de los que existe un único ejemplar). Por esta afición, fue estafado en 1896, perdiendo un tercio de toda su fortuna al comprarle a dos estafadores experimentados un falso vaso donde supuestamente José de Arimatea había recogido la sangre de Jesús de Nazaret.

Priscilla Sherwood y Jonathan Bartlebooth se casaron en 1898 o 1899. En 1900, coincidiendo con la muerte de James Sherwood, nació su hijo Percival Bartlebooth.
- Priscilla Sherwood: sobrina de James Sherwood y única heredera de su fortuna, que incluía una librería, muebles antiguos y algunos unica.
- Jonathan Bartlebooth (n. Londres): empresario.

- Percival Bartlebooth (n. 1900): a través de su madre heredó la fortuna de James Sherwood. Multimillonario excéntrico, buscando darle un sentido a su vida, a los 20 años de edad «decidió un día que toda su existencia quedara organizada en torno a un proyecto cuya necesidad arbitraria tuviera en sí misma su propia finalidad.» Para ello se trazó un plan a largo plazo:

1. entre 1925 y 1935, pese a no tener ninguna habilidad ni interés por el tema, aprendería a pintar en acuarela;
2. entre 1935 y 1955 recorrería el mundo pintando una acuarela cada quince días en un puerto distinto, totalizando 500 marinas, todas ellas de igual formato. Cada vez que acabara una se la enviaría a un artesano, que la convertiría en un rompecabezas de 750 piezas;
3. entre 1955 y 1975, de regreso en Francia, reconstruiría en orden cada rompecabezas, uno cada quince días, para luego de terminado, pegarlo y recomponer el cuadro original, enviarlo de regreso al lugar donde fue pintado, y disolverlo en una disolución que dejaría la tela nuevamente en blanco.

Para el paso 1, en enero de 1925 contrató a Serge Valène para que le hiciera una clase diaria de acuarela durante diez años. En 1929, compró y se mudó a su apartamento actual, en el mismo edificio que Valène. Ese año conoció a Fernand de Beaumont en la embajada de Inglaterra, de quien se hizo muy amigo; compartían la afición por la música alemana antigua, y a Percival le fascinaba la convicción de Fernand por teorías que nadie más aceptaba. Para el paso 2, en 1934, meses antes de irse, le encargó a la Sra. Hourcade las 500 cajas donde Gaspard Winckler, el artesano elegido, debería guardar cada rompecabezas terminado. Se fue de viaje hablando cinco idiomas: francés, inglés, español, árabe y portugués, y acompañado solo por su fiel criado y secretario personal Smautf. Su recorrido comenzó en Europa (1935-1937). Su primera marina la pintó en enero en Gijón, escogiendo esta ciudad para poder encontrarse con Fernand, que por entonces se encontraba en Oviedo. En noviembre de ese año, tras el suicidio de su amigo, alcanzó a modificar su itinerario para acudir a su entierro, en Lédignan. El viaje continuó en África (1938-1942), América del Sur (1943-1944), América Central (1945), América del Norte (1946-1948), Asia (1949-1951), Oceanía (1952), Océano Índico y Mar Rojo (1953), para regresar a París en diciembre de 1954. Los resultados de sus pinturas fueron acuarelas «decentes», algo escolares, y cumplió de manera bastante bien aproximada con sus plazos estipulados en los dos primeros pasos. Entre 1955 y 1960 celebró suntuosas cenas en su casa, disponiendo de numerosos criados. Para dedicarse por entero a su proyecto, fue dejando progresivamente su patrimonio en manos de sus hombres de negocios. Actualmente ya no hace vida social; hace dos años que casi no sale de casa, y ha despedido a varios de sus criados, quedándose con la compañía de Smautf, Kléber y la joven Hélène. Hacia 1972 ya había reconstruido más de 400 rompecabezas, pero cada vez con mayor esfuerzo, con menos interés y más cansancio y ensimismamiento. Durante todo ese tiempo, no obstante, pocas veces tardó más de dos semanas en acabar un rompecabezas. Al principio, para borrar los cuadros se había desplazado él mismo a los sitios donde los había pintado; poco después fue Smautf en su lugar, y más tarde los comenzó a enviar a sus corresponsales, junto con el disolvente, las coordenadas e instrucciones, para que estos los borraran por él. Desde comienzos de abril de 1974, el distinguido crítico de arte Charles-Albert Beyssandre le ofreció diez millones de dólares por las obras que aún conservaba; luego de tres meses de rechazos, el crítico le declaró la guerra, asegurándole que haría lo posible por conservar sus pinturas. Entonces Bartlebooth pidió ayuda de Rorschash, quien le confió unos operadores para que grababan los blanqueos de los cuadros y luego le entregara las películas, que luego de ser vistas eran quemadas. Los últimos meses de ese año comenzó a perder la vista, hasta quedar completamente ciego la semana del 21 de abril de 1975. El 25 de abril, con 16 meses de retraso en su programa, los cuatro hombres que destruirían en Trebisonda su 438.ª pintura murieron en un accidente de automóvil, seguramente ocasionado por Beyssandre, del que no se volvió a saber. Entonces decidió que en adelante incineraría los rompecabezas en su apartamento, apenas estos fuesen terminados. Intentó continuar reconstruyendo su 439.º rompecabezas utilizando el tacto y recibiendo ayuda de la joven Véronique Altamont, quien diariamente le facilitaba durante una o dos horas las piezas y le describía sus colores. Pero este último rompecabezas ya no será terminado, pues Bartlebooth acaba de morir, faltándole una única pieza para completarlo, que sin embargo, por un ardid de Winckler, no concuerda con la que su cuerpo inerte sostiene en la mano. Úrsula Sobieski, una novelista estadounidense, está en vano subiendo las escaleras para entrevistarse con él, para recabar información acerca de la estafa de James Sherwood, sobre la cual desea escribir una novela.
- Beaumont, Los de

Fernand y Véra se conocieron en la recepción de un conde, a la cual Véra asistió para cantar un aria. Se casaron el 26 de noviembre de 1926 en los elegantes salones del Hotel Crillon, y al poco tiempo se mudaron al edificio. Sin embargo, casi no compartieron en él, debido a sus respectivos trabajos. Su hija Elizabeth se crio con su abuela, y se fue a vivir con Véra a los quince años, cuando la madre renunció a todos sus trabajos. Sin embargo, nunca lograron llevarse bien, por lo que Elizabeth huyó de casa, con funestas consecuencias.
- Adelaïde (1856 - febrero de 1957): condesa, madre de Fernand que crio a Elizabeth. Siendo una anciana centenaria, a su muerte no la visitaron ni su nieta ni su nuera.
- Fernand de Beaumont (1876 - 12 de noviembre de 1935): arqueólogo medievalista. En 1929 conoció a Bartlebooth en la embajada de Inglaterra y se hicieron muy amigos; compartían la afición por la música alemana antigua, y por creer en teorías que nadie más aceptaba. Viajó a Oviedo alrededor de 1930, ambicionando encontrar la ciudad perdida de Lebtit, supuesta capital de España durante la ocupación árabe. Allí recibió a Bartlebooth en enero de 1935, cuando este pintó su primera marina. Las excavaciones acabaron en agosto de 1935, y luego de eso regresó a París. Luego de documentar su trabajo y dejar propuestas para su continuación, decidió suicidarse. Su fallecimiento fue anunciado en la radio. Fue inhumado en Lédignan el 12 de noviembre.
- Véra Orlova (n. Rostov, 1900): en abril de 1918, los guardias rojos de la Revolución rusa fusilaron a su abuelo (embajador de Rusia), a su padre (coronel) y a sus cinco hermanos, el menor de los cuales tenía once años. Véra consiguió huir con su madre a Crimea, luego a Rumania y Austria. En Viena inició una carrera de cantante lírica como alumna de Arnold Schönberg, a quien siguió hasta Ámsterdam. Cuando este decidió trasladarse a Berlín, Véra se fue a París, donde dio varios recitales. En 1929, recién nacida su hija, se fue a una larga gira a Estados Unidos. Su cruda juventud la volvió una persona fría, y por esta razón no le afectó mayormente la cruda historia de su hija, de la que se enteró por medio de un abogado-detective en mayo de 1960. Actualmente tiene 75 años, posee inclinaciones pronazi y vive con sus nietas Anne y Béatrice Breidel.

- Elizabeth de Beaumont (véase en la familia Breidel).

- Berger, Los

Charles y Lise se conocieron en un recital de Gilbert Bécaud en 1956. Se mudaron al edificio en 1961. Es un matrimonio rechoncho que gusta de la comida abundante. Debido a sus trabajos con horarios tan dispares, solo pueden compartir entre las mañanas de los domingos y las noches de los lunes. Tienen un gato llamado Poker Dice. Mantienen una buena relación con los Réol. Antes que ellos y después que Speiss, hasta 1965 vivieron en su apartamento una señora, su hijo y una perra llamada Dodéca; la mujer solía pasearse en ropa interior por el rellano, y él se estaba preparando para el sacerdocio.
- Charles Berger: llegó al edificio en 1960 o 1961, unos meses después que Rémi Rorschash. Es un jovial camarero de restaurante, que trabajó durante años en un patético restaurante poético, que acabó quebrando. Ahora sirve durante las noches en un concurrido restaurante-cabaret, que sirve una pésima comida pero presenta excepcionales espectáculos de travestis.
- Lise de Berger: logopeda de unos 40 años que trabaja en un dispensario ayudando a niños tartamudos.

- Gilbert Berger (n. 1960): hijo de Charles y Lise. Llamado así por Gilbert Bécaud. Tiene 15 años y cursa tercer año del bachillerato. Con dos compañeros de curso escriben para su clase una novela policíaca por entregas, titulada La picadura misteriosa, que no saben cómo acabar. También colecciona sellos, muchos de ellos proveídos por la señora Nochère.

- Breidel, Los

François y Elizabeth se conocieron en junio de 1957 en Bagnols-sur-Cèze, cuando él trabajaba en Marcoule y ella como camarera en un restaurante de dicha localidad. Se casaron en agosto en Valence, y tras contarle Elizabeth su cruda historia, erraron por otros pueblos, hasta establecerse finalmente, y durante poco más de un año, en Chaumont-Porcien. Allí fueron degollados el 14 de septiembre de 1959.
- François Breidel (n. Arlon - f. Chaumont-Porcien, 14 de septiembre de 1959): albañil belga, que antes de emigrar a Bagnols-sur-Cèze para trabajar en Marcoule, ya había trabajado en Sarre, en Neuweiler junto a Sarrebruck, y en Château-d'Œx.
- Elizabeth de Beaumont (n. 1929 - f. Chaumont-Porcien, 14 de septiembre de 1959): hija de Véra Orlova y Fernand de Beaumont. Criada por su abuela Adelaïde en Lédignan, no conoció a su padre y siempre se llevó mal con su madre. Se fue a vivir con ella a los quince años, pero huyó de casa en 1945, a los dieciséis. Desarrolló un tartamudeo, y para mantenerse en incógnito se fue a vivir a Londres, apodándose Elizabeth Ledinant o Véronique Lambert; en la capital inglesa comenzó a estudiar arqueología en el Instituto del Museo Británico. En junio de 1953 fue contratada en Sticklehaven, una localidad de Devon, como au pair para cuidar al hijo de cinco años de Ewa Ericsson, una mujer enferma que se encontraba allí de vacaciones, esperando a su esposo, el diplomático sueco Sven Ericsson, que estaba trabajando en Londres y se reuniría con ellos pocos días después. Elizabeth ahogó al niño en el baño, y huyó del país, regresando a Francia al día siguiente. Ewa, desesperada al ver el cuerpo de su hijo, se suicidó, y cuando llegó Sven y vio lo ocurrido, juró vengarse de Elizabeth. Sven la buscó durante más de seis años, gastando casi todo su dinero; contrató detectives para vigilar a su madre y su abuela por más de tres años, y ya pronto a perder el juicio, consiguió encontrarla el 11 de julio de 1957, gracias a un parte de nacimiento que Elizabeth pidió para casarse con François. Sabiendo que la perseguían, y ya cansada de huir, el 8 de agosto de 1958 Elizabeth le envió una carta a su perseguidor, en la que registraba su dirección definitiva para que la fuese a buscar; el 11 de septiembre de 1959, con su segunda hija recién nacida, le envió una segunda carta, pidiendo que la matara de una vez. Sven cumplió su cometido tres días después, y luego de otros tres días, él también se suicidó.

Antes de morir, Sven Ericcson dejó su herencia a las dos hijas pequeñas de los Breidel, Anne y Béatrice, quienes fueron criadas por su abuela.
- Anne Breidel (n. 27 de julio de 1958): joven con problemas de obesidad de 18 años de edad. Muy buena en ciencias, quiere ser ingeniera desde los nueve años de edad.
- Béatrice Breidel (n. 7 de septiembre de 1959): estudiante de 17 años, que utiliza como estudio la habitación de servicio de la familia de Beaumont. Al contrario de su hermana, es una joven alta y delgada, muy buena en letras, y que quiere estudiar historia antigua o arqueología. Era muy amiga de Véronique Altamont, pese a que su abuela y los padres de su amiga se detestaban.

- Cinoc

Albert Cinoc (n. 1900): anciano judío de origen polaco, su apellido deformó desde el original, Kleinhof, debido a cuatro generaciones de viajes continuos de su familia; ni él mismo sabe cómo se pronuncia. Alquiló el apartamento de Hélène Brodin-Gratiolet unos meses después de su muerte, en 1947, cuando ya tenía 50 años y trabajaba en la actualización de los diccionarios Larousse, quitando palabras y términos en desuso. Jubiló en 1965, tras 53 años de trabajo. Entonces comenzó a buscar libros antiguos y leer a autores pasados, consiguiendo crear un gran diccionario conformado por más de ocho mil palabras olvidadas, recolectadas durante diez años.
- Crespi

Célia Crespi: nacida en un pueblo al norte de Ajaccio, dejó Córcega para siempre a los doce años. Su primer trabajo fue como doncella para los Danglars, siendo contratada pocos meses antes que el matrimonio Honoré. Trabajó para ellos hasta 1926, año en que estos huyeron y fueron posteriormente detenidos. Casi enseguida fue contratada por el nuevo inquilino del apartamento, un empresario latinoamericano apodado Rastacuero que estuvo un año en el edificio. Luego la empleó Véra Orlova de Beaumont, recién instalada tras su boda y con quien estuvo hasta 1929, cuando partió a una larga gira a Estados Unidos. Después entró a trabajar como costurera para Bartlebooth, con quien estuvo hasta que este emprendió su largo viaje, en 1935. Finalmente entró como dependienta en la mejor pastelería salón de té del barrio, donde se mantuvo hasta su jubilación. En 1936 tuvo discretamente un hijo que se crio fuera de París, al que nadie del edificio vio nunca y cuyo nombre del padre no se supo jamás; hace pocos años se supo que lo mataron durante la Liberación de París, en agosto de 1944, mientras ayudaba a un oficial alemán a cargar un sidecar con botellas de champán. Fue amiga de juventud de Valène, François Gratiolet y Flora Champigny, y actualmente es una viejita que aún mantiene una excelente relación con varios habitantes del edificio.
- Dinteville

Bernard Dinteville (c. 1935): descendiente de nobles y destacados personajes de los siglos XVIII y XIX. Tuvo una infancia aburrida y recibió una educación clásica. Estudió medicina en la Universidad de Caen e hizo el servicio militar en el Hospital de la Marina de Tolón. Luego de ejercer como médico haciendo algunos reemplazos, a fines de los 1950 adquirió por traspaso un consultorio de medicina general en Lavaur. Pese a estar cómodo y conforme con su puesto, dos años después, en 1958, encontró en el desván del consultorio unos viejos libros de medicina dejados allí por su antecesor, uno de los cuales había sido escrito por su antepasado Rigaud de Dinteville, célebre cirujano de la princesa de Francia. Interesado por su contenido, Bernard se dispuso a publicar una edición crítica del libro, solicitando para esto ayuda al distinguido profesor e investigador en medicina LeBran-Chastel, quien lo recibió con poco interés, aunque aceptó revisar su trabajo terminado, antes que intentase publicarlo. Luego de casi cuatro años de intensa labor y viajes a bibliotecas de distintos países, le entregó a LeBran-Chastel una copia de su manuscrito de más de trescientas páginas. Luego de un mes, el profesor se lo rechazó, diciéndole que era un documento de poco valor. Dinteville intentó publicarlo por su cuenta, pero ante el rechazo de varias revistas especializadas, decidió abandonar sus ambiciones de investigador. Durante aquellos años había desatendido a sus pacientes, y ahora tenía dos médicos como competencia, por lo que decidió trasladarse a París, sin nuevas ambiciones más que ser un buen médico de barrio. Los años siguientes, entre 1962 y 1963, LeBran-Chastel publicó cuatro artículos con su nombre, todos ellos plagiados de la obra de Dinteville, mencionándolo a este apenas en una breve nota de agradecimientos. Actualmente Dinteville tiene unos 40 años y su consulta está en su mismo apartamento. Atiende día y noche y visita a sus pacientes por las tardes. Es una persona fría, pero puntual y eficiente. Su mayor ambición actual es instaurar la receta de cocina «Ensalada de cangrejo Dinteville».
- Foulerot

Geneviève Foulerot: joven soltera de 17 años que tiene un hijo de 1 año. Trabaja como modelo de revista de catálogos, al tiempo que actúa y estudia teatro. El único miembro de su familia que la apoyó tras quedar embarazada fue su abuelo Louis Foulerot, decorador y pintor, quien la instaló en su apartamento actual. Cuando no está en casa, deja su bebé encargada en portería a la señora Nochère.
- Foureau

Foureau: propietario del piso tercero derecha. Posiblemente vive en Chavignolles, entre Caen y Falaise. Ninguno de los vecinos del edificio lo conoce. La noche anterior, en su apartamento una joven celebró una enorme fiesta de cumpleaños.
- Gratiolet, Los

Los Gratiolet fueron en su momento los propietarios de todo el edificio.
- Juste Gratiolet (1839-1917): se hizo rico en el comercio e industria de la madera. Ya había hecho negocios con Samuel Simon, antes de decidir comprarle una parcela sobre la cual se construyó el edificio. No vivió mucho allí, pues prefería su granja del Berry o una casita que alquilaba de hacía años en Levallois. Al morir distribuyó su cuantiosa herencia entre sus cuatro hijos vivos:

- Emile Gratiolet (1870-marzo de 1934): en su juventud tocó el pífano en la Banda Municipal de Levallois, recordando ya de adulto solo una de las canciones. Heredó el edificio de su padre, el cual supo administrar durante 17 años. Para ayudar a su hermano Ferdinand, que estaba al borde de la quiebra, en 1928 vendió dos pisos del edificio, uno de ellos a Bartlebooth. Tras la huida de Ferdinand, intentó ayudar a su cuñada y sobrino, acabando por vender 17 de las 30 viviendas. Crespi, Flora Champigny y Valène lo recuerdan como un hombre severo y preocupado. El único lujo que se permitió fue una modernísimo equipo de radio TSF. Falleció de una congestión pulmonar.

- François Gratiolet (1900-1948): hijo de Emile, heredó el edificio, con solo algunos pisos, y ejerció como administrador de la comunidad de copropietarios. Preocupado por no poder vivir solo de las rentas, trabajó durante años como contable en un almacén de despojos de carne al por mayor, cuya imagen y olores no le ayudaron a mejorar su humor, pero sí al menos para proveer a sus inquilinos de interiores a buen precio. Cuando Olivier llegó a París, François le facilitó una vivienda de tres habitaciones, debajo de donde vivía él, que después sería propiedad de los Grifalconi. También le dio alojamiento a su tía Hélène Gratiolet, luego que regresara desde Estados Unidos tras la muerte de su esposo. Fue amigo de juventud de la Srta. Crespi, Valène y Flora Champigny. Falleció junto a su esposa en el incendio de un cine.

- Gérard Gratiolet (1877-3 de septiembre de 1934): heredó de su padre la finca agrícola-ganadera en el Berry, la cual administró con relativo éxito. Para ayudar a su cuñada y sobrino, tras la huida de Ferdinand, acabó vendiendo casi la mitad de sus tierras. Falleció de un ataque cerebral.

- Louis Gratiolet (1898-1943): tras estudiar en Vierzon y en Tours, trabajó como funcionario en la Administración de Montes. Acabada la guerra y con 21 años, se le encargó organizar la reserva natural de Saint-Trojan, en la Isla de Oleron. Allí se casó con France Lidron, hija de un innovador artesano especializado en hierro forjado. Falleció de brucelosis.
- Henri Gratiolet (1904-1938): al morir su padre se hizo cargo de la explotación de la finca. Intentó modernizarla pidiendo préstamos hipotecarios, pero su fallecimiento prematuro a causa de una coz de caballo dejaron numerosas deudas impagas.

- Ferdinand Gratiolet (1880-1932): siendo ingeniero en caminos, heredó de su padre las acciones de una compañía de minería de Camerún. Llegó a Garoua el 8 de mayo de 1923 para hacerse cargo de la explotación. Pese a contar con un gran equipo y muchos recursos, dos años después fue repatriado con fiebre por las lluvias constantes, que no permitían un trabajo rentable. Vendió las acciones y desde 1926 se abocó al negocio de pieles con animales de la misma zona. Sin embargo, al año siguiente la demanda decayó, y pese a la ayuda recibida por Emile en 1928, su empresa quebró a comienzos de los años 1930. Desesperado, abandonó a su esposa e hijo en 1931, dejándolos con todas sus deudas. Falleció en Argentina, al año siguiente.

- Marc Gratiolet (1907-Lyon, junio de 1944): en mayo de 1931, el mismo año de la huida de su padre, ganó una cátedra de filosofía. Colaboró como animador en algunas secciones del Comité France-Allemagne, y el 18 de abril de 1942 se integró al gabinete de Fernand de Brinon. Al mes siguiente logró que liberaran a su sobrino Olivier, tras la petición de su primo Louis. Fue asesinado por causas y ejecutores desconocidos.

- Hélène Gratiolet (véase en la familia Brodin-Gratiolet).

Los últimos Gratiolet que viven en el edificio son Olivier, hijo de Louis, y su hija Isabelle, en un pequeño apartamento donde ya no conservan nada del inmobiliario de sus antepasados.
- Olivier Gratiolet (Isla de Oleron, 1920): llamado así por el hermano gemelo de su abuelo Gérard, fallecido el 26 de septiembre de 1914 en Perthes-lès-Hurlus durante la Batalla del Marne. A los diez años lo internaron en el Instituto de Rochefort. Fue un pésimo estudiante, por lo que renunció a continuar estudios superiores. Comenzó a trabajar para un ganadero cerca de Saint-Jean-d'Angély. Rechazó heredar la finca de su tío Henri, para no lidiar con sus deudas. Dejó su grato trabajo menos de dos años después, por el inicio de la guerra, para la cual lo movilizaron como soldado raso a favor de la Resistencia. Fue tomado prisionero en Arrás el 20 de mayo de 1940, llevado a un stalag de Hof, y liberado en mayo de 1942 gracias a una intervención de su tío Marc. Se mudó al edificio de París antes de que acabara la guerra, gracias a su tío François que le proporcionó las tres habitaciones que más tarde serían de los Grifalconi. Desde allí, con la ayuda de François y su esposa Marthe, continuó colaborando activamente como informante para la Resistencia, instalando en el abandonado sótano de François (actualmente la extensión izquierda del cuarto de calefacción) una radio y una antigua impresora, aislando la habitación gracias a residuos de materiales proveídos por Gaspard Winckler. Tras la muerte de François y Marthe en 1948, Olivier se convirtió en el último sobreviviente de los Gratiolet, y heredó los pisos y funciones del edificio, a las que se dedicó con ahínco hasta que fue movilizado nuevamente en 1956, para combatir en Argelia, donde perdió una pierna por una mina, siendo expuesto a una larga y costosa curación en el hospital militar de Chambéry. Allí se enamoró y casó en 1960 con su enfermera Arlette Criolat, con la cual se fueron a vivir a la casa de su suegro en el campo, haciéndose cargo de la contabilidad en su negocio de caballos. Solo viajaba esporádicamente a París, y pese a tener que vender todos sus apartamentos, salvo dos habitaciones de servicio, en aquel campo nació su hija y vivió la época más feliz de su vida. Pese a lo anterior, en la Nochebuena de 1965, víctima de un ataque de demencia, su suegro estranguló a Arlette y luego se ahorcó. Al día siguiente Olivier se llevó a Isabelle a París, adonde viven en dos habitaciones de servicio acondicionadas, pequeñas pero confortables. Olivier no trabaja, vive de su mísera pensión de guerra y se dedicó por años exclusivamente a su hija, hasta que sus frecuentes enfermedades invirtieron los roles. Para ganar algo de dinero extra dibuja jeroglíficos de mala calidad para un semanario. Sus sueños actuales son dos: escribir sobre un héroe de verdad, al que aún no le encuentra un nombre adecuado, y demostrar que el ser humano no es un animal evolucionado, inventariando todos sus defectos biológicos.
- Isabelle Gratiolet (Chambéry, 1962): junto a Rémi Plassaert (aunque mucho menos apasionada que él) colecciona secantes (tarjetas de anuncios publicitarios) que recibe el doctor Dinteville y este se los entrega a la señora Nochère. Es una niña melancólica, que cuida constantemente de su padre. Nadie la quiere en la escuela, y ella, por su parte, suele inventar sombrías y elaboradas historias con las que asusta a sus compañeros.

- Hutting

Franz Hutting: pintor francoestadounidense, de padre estadounidense y madre francesa, que adquirió fama internacional realizando finas copias de pinturas famosas, a las cuales les agregaba un efecto de bruma que difuminaba sus siluetas. Entre 1955 y 1960, por iniciativa de su amigo el artista canadiense Grillner, inauguró en su apartamento parisino los famosos «martes de Hutting», renombradas fiestas en las cuales se batían artistas improvisando en sus distintas disciplinas. Las fiestas pronto adquirieron mayor notoriedad gracias al excéntrico pintor Vladislav, quien durante unos meses se convirtió en el maestro de ceremonias, para luego ser reemplazado sucesivamente por once artistas igual de extravagantes. Las fiestas perdieron interés a medida que se fue imponiendo la moda los happenings, hasta que finalmente en 1961 Hutting anunció su final, a esas alturas ya aburrido de sus eventos. Luego se abocó al mineral art (arte hecho con amontonamientos de piedra) y actualmente se dedica a los retratos. Tras una primera serie de retratos insatisfactorios, ahora está pintando el retrato n.º 21 de una serie de 24 «retratos imaginarios» a pedido, los que conforman un proyecto de dos años en que sitúa a los adinerados retratados (entre ellos, los Altamont) en escenas oníricas donde ellos no son necesariamente el elemento principal. Ha escrito varios libros y también otros han escrito sobre él y su obra. Es incluso más rico que los Altamont, de quienes es muy amigo, y con quienes suelen prestarse criados para realizar sus suntuosas fiestas. Además de su apartamento en París, también posee viviendas en Nueva York, Dordoña y Gattières, cada una de las cuales utiliza para trabajar en proyectos plásticos distintos. Ha tenido algunos conflictos fiscales, de los que ha salido airoso.
- Louvet, Los

Matrimonio elegante, moderno, que viaja mucho por negocios y por gusto. En general son discretos y en el edificio pasan inadvertidos; solo en una ocasión, hace unos años, sus vecinos tuvieron que llamar a la policía para acabar la fiesta en la que el matrimonio había invitado a más de una docena de bulliciosos invitados. El marido trabaja en un negocio de bauxita o wolframio, y a juzgar por un retrato suyo en su apartamento, pareciera ser un aficionado a la pesca. Actualmente se encuentran de viaje.
- Marcia, Los

Clara Lichtenfeld y León Marcia se conocieron en la Colección Frick de Nueva York, donde León se encontraba trabajando y Clara estaba haciendo su práctica. Pese a su diferencia de edad, se casaron a las pocas semanas, y en 1945 decidieron mudarse a París, comprando la talabartería de Albert Massy.
- Clara Lichtenfeld (n. 1917): hija de judíos polacos emigrados a Estados Unidos. Una vez en París, instaló una tienda de antigüedades en el edificio. Quiso mucho a Caroline Echard, con quien se crio su hijo, pero solo hasta que ella dejó de ser una niña. Actualmente es una anticuaria de casi 60 años, y tanto su casa como el almacén están repletos de objetos antiguos. Es especialista en relojes de pulsera autómatas, de los que ha llegado a tener ocho, de unos sesenta que deben conservarse. Suele entablar amistad con sus clientes habituales.
- León Marcia (n. 1902): autodidacta, dejó la escuela a los 9 años. A los 20 trabajó en un deficiente taller mecánico de automóviles de carreras. Luego de cerrar el taller, vivió de sus ahorros en un hotel, hasta que en 1923 enfermó de pleuresía tuberculosa. Para mejorar la calidad del aire de su entorno, se fue a trabajar como camarero a un lujoso hotel en Ascona. Allí empezó a leer todo lo que caía en sus manos, y absorber todo lo que leía. En cuatro años aprendió seis idiomas. En 1927, los clientes habituales del hotel le pagaron la carrera de historia del arte en el Courtauld Institute, donde al cabo de tres años se convirtió en un experto en la materia. Vivió en Londres, Washington y Nueva York, aunque por su mala salud casi no salía de casa. Se convirtió en un reputado profesional a partir de 1930, con sus primeras publicaciones. Actualmente es un anciano débil y enfermo.

- David Marcia (París, 1946): hijo de Clara y León, nacido poco después que los Marcia llegaron a París. Amante de las motocicletas, se crio junto a Caroline Echard, con quien difería en solo dos meses de edad. Estudiaron juntos en primaria, y fueron pareja hasta 1964, cuando esta lo dejó por una fugaz relación con otro chico con una motocicleta mejor. Le costó un tiempo recuperarse de este quiebre. Serio y aplicado, se mudó a Vincennes para convertirse en motociclista profesional de competición, pero tuvo que dejarlo debido a un accidente el 4 de junio de 1971, en el 35.º Bol d'Or del circuito de Montlhéry. Se volvió irresponsable e inconstante: probó dedicarse al automovilismo, participando en varios rallys, pero tras atropellar a dos niños le requisaron su licencia de conducir; intentó producir el disco de un jazzista autodidacta que conoció en el hospital, pero el perfeccionismo de este alargó los plazos estipulados, así que detuvo las grabaciones; se asoció a una agencia de viajes y probó administrar un pueblo turístico en las Islas Querquenes de Túnez, pero estimulado por Boris Kosciuszko (director escénico amante de dramaturgos alternativos y enemigo de los clásicos), invirtió treinta mil dinares en la organización de un festival de teatro en el pueblo, al que casi no llegaron espectadores. Así desperdició en tres años todos los millones que le dieron las compañías de seguros por su accidente. En agosto de 1974 regresó a vivir con sus padres. Actualmente tiene 29 años, y trabaja en el almacén de antigüedades de su madre, recibiendo la mitad de los beneficios. Lo que gana lo gasta cada noche jugando a la ruleta.

- Marquiseaux, Los

Philippe Marquiseaux y Caroline Echard se conocieron en La Sorbona, donde ambos estudiaban Historia. Se casaron unos meses después, en 1996, cuando esta recién había cumplido 20 años. Una vez casados, se quedaron a vivir en el edificio, en la casa de los padres de Caroline. Vivieron precariamente durante casi dos años, hasta que su padre le dejó una herencia suficiente para abrir una exitosa agencia publicitaria. Actualmente ambos tienen unos 30 años de edad, un gato llamado Pulgarcito y una casa de campo en Jouy-en-Josas.
- Caroline Echard (París, 1946): ha vivido desde siempre en el edificio. Se crio con David Marcia, con quien tuvo una relación hasta dejarlo en 1964 por una fugaz relación con otro chico. Es una mujer sutilmente clasista.
- Philippe Marquiseaux (Compiègne, c. 1946): antes de casarse vivía en una diminuta habitación en la calle Cujas del Barrio Latino. Luego de mudarse a la casa de los Echard, tuvo constantes rencillas de convivencia con su suegra, las que de no ser por las mediaciones del Sr. Echard, le habrían resultado insoportables. Su adinerado padre rechazaba su matrimonio, por lo que le enviaba muy poco dinero. Sin embargo, un mes después de la muerte de su madre, su padre se mató en un accidente de automóvil. Este le dejó una buena herencia, que le permitieron dejar sus estudios y con dos compañeros de carrera crear una exitosa agencia publicitaria orientada a artistas bohemios.

- Moreau

- Marie-Thérèse Moreau (n. Saint-Mouezy-sur-Eon, Indre, 1892): su esposo, antiguo dueño de una pequeña fábrica de artículos para el hogar, falleció el 6 de junio de 1940 en la batalla del Somme. Desde entonces se hizo cargo por sí misma del negocio, vendiendo inmobiliario y luego de la crisis de 1950 cambiando el rubro por el de herramientas individuales. Tenaz, dura, eficiente, puntual, desconfiada, segura de sí misma e indiferente al dinero, se convirtió en una empresaria exitosa a nivel nacional. Salvo su sobria habitación, el resto de su apartamento fue diseñado fastuosamente por un distinguido decorador de interiores. Entre 1960 y 1970 celebró en su apartamento alrededor de una cena mensual, siempre suntuosa, con pocos invitados y con fines de negocios. Odia París y su trabajo, y añora en cambio su pueblo natal, donde aún se mantiene en pie la abandonada casa de sus padres. Su única amiga es la señora Trévins. Es decana del edificio, tiene 83 años y vive allí desde 1960, actualmente inválida y acompañada por un gato llamado Pip.
- Sra. Trévins: amiga de infancia de la Sra. Moreau, que secunda su negocio. Se fue a vivir con su amiga cuando esta comenzó a quedar inválida. Bajo el seudónimo de Célestine Durand-Taillefer, durante varios años escribió un libro, que acabó a los 82 años de edad, con el título Vida de las hermanas Trévins. Inspirado en varios vecinos del edificio, se trata de una biografía ficticia sobre sus imaginarias sobrinas quintillizas, cada una de las cuales se convierte en una eminencia en distintos campos de las artes, las ciencias, la política y los negocios. Dada su edad, el libro no logró convencer a ningún editor, por lo que acabó imprimiendo un único ejemplar en Lieja, que conserva en su habitación. Se le conoce como «señora», pese a haber sido siempre soltera.

- Nieto y Rogers

Criados de Franz Hutting.
- Joseph Nieto (n. 1934): paraguayo de unos 40 años. Fue cabo de marina mercante, y ahora es el chofer de Hutting.
- Ethel Rogers (n. 1949): holandesa de 26 años de edad.

- Orlowska

Elzbieta Orlowska (n. Polonia, 1945): hija de un conserje de la Embajada de Francia en Varsovia, fue a Francia por primera vez de vacaciones a Parçay-les-Pins, a los once años de edad. Allí conoció a Boubaker, un tunecino de familia musulmana tradicionalista, con quien se prometió amor eterno. Durante diez años se escribieron cartas de amor dos veces por semana. Se hizo traductora de árabe y francés, y tras meses de obstáculos administrativos, consiguió llegar a Túnez el 1 de julio de 1966 para casarse con él. Alta, bella y europea, tras los difíciles dos primeros años viviendo en la sencilla casa del padre de Boubaker, dio a luz a su hijo Mahmoud (n. 1967) y decidió rebelarse. Se llevó a su esposo a vivir a la parte europea de la ciudad, pero no consiguieron compatibilizar ante sus diferencias culturales, y los celos injustificados y mezquindades de este. Apoyada por unos compatriotas, logró huir clandestinamente de Túnez, llevándose a su hijo. Llegó a París en medio del Mayo de 1968, gozando de placeres desaforados, y encontrando su habitación actual, hasta entonces utilizada por Germain, la costurera y planchadora de Bartlebooth, jubilada ese mismo año. Vivió unos meses escondida, hasta enterarse de que Boubaker se había vuelto a casar con una viuda, y que había regresado a la Medina. Entonces recomenzó su vida sencilla, esta vez orientada a su hijo. Trabajó como traductora en una empresa de exportación e importación con países árabes, que quebró al poco tiempo. Ahora tiene unos treinta años, y su hijo cumple hoy 9 años. Viven de los modestos honorarios del CNRS, para el que Elzbieta redacta análisis de artículos árabes y polacos. Cuando el dinero no le alcanza, también hace el aseo en casas de otros edificios, o para los Louvet o los Marquiseaux. Es muy querida en la casa, y hasta Bartlebooth se encariñó con ella: antes de enclaustrarse con sus rompecabezas, la invitó a cenar en varias ocasiones, e incluso le mostró el rompecabezas que estaba haciendo en ese momento, algo inédito que nunca repitió con ningún otro invitado. A Smautf le suele prestar novelas policíacas, y fue quien acogió al gato blanco que se pasea por las habitaciones del tejado. Perdió contacto con Polonia, y fuera del edificio no conoce a nadie, salvo a un hombre mayor, antiguo payaso polaco en Varsovia, a quien conoció en un parque hace tres años y con quien actualmente se visitan mutuamente en la habitación parisina de Orlowska, o bien en la casita de este en Nivillers.
- Plassaert, Los

Adèle (de unos 40 años) y Jean Plassaert se conocieron hace unos veinte años en el desierto de Gobi de Mongolia, en un viaje organizado por el banco donde trabajaban (ella en Montrouge, él en Aubervilliers). Congeniaron en su sentido aventurero, dejaron sus trabajos y comenzaron a vender objetos usados en mercados de subastas. A inicios de los años 1960 se asociaron con un abogado neurasténico neerlandés, establecido en Indonesia, quien los proveyó de mercancía oriental barata de dudosa procedencia. Se mudaron al edificio en 1962. Actualmente son dos comerciantes de artículos orientales y exóticos, con varias tiendas en Francia, que revenden objetos de mano de obra barata e incluso comercializan falsificaciones. Organizados, eficientes, metódicos, ambiciosos y avaros, tienen una mala relación con varios vecinos. Llegaron a la exhabitación de Simpson hace poco más de trece años, y desde entonces han estado ampliando sus dependencias: tras la muerte de Troyan, le compraron su buhardilla al administrador; luego consiguieron desahuciar a Troquet, y le compraron su buhardilla a los Marquiseaux; finalmente, tras varios intentos consiguieron quedarse con la buhardilla de Morellet, que ahora están acondicionando. Además tienen una casa de campo en Bernay.
- Rémi Plassaert (n. 1963): hijo de Adèle y Jean. Tiene unos 12 años, y junto a Isabelle Gratiolet colecciona secantes (tarjetas de anuncios publicitarios) que recibe el doctor Dinteville y este se los entrega a la señora Nochère.

- Réol, Los

Maurice y Louise Réol, junto con su hijo Octave, llegaron al edificio en 1970. Poco después de llegar, se endeudaron con un dormitorio que casi les cuesta el desahucio. Entre todos sus esfuerzos para salir de las deudas, entre ellos realizar trabajos esporádicos en vacaciones, decidieron casarse rápidamente en junio de 1971, como requisito necesario para poder pedir ayuda al servicio social de la empresa de Maurice. Pese a la ayuda de los padres de Louise, a los ahorros que les confió la Srta. Crespi y a la pequeña colectiva organizada por la señora Nochère entre los vecinos, la deuda continuaba creciendo, por lo que, agobiados, optaron por dejar de luchar, y el 15 de julio de 1972 se fueron de vacaciones a Yugoslavia. A su regreso Maurice fue ascendido en el trabajo, y desde entonces todo mejoró. Actualmente viven cómodamente, con un segundo hijo recién nacido. Mantienen una buena relación con los Berger.
- Louise Réol: cuando llegaron trabajaba como empleada del gran almacén con el cual se endeudaron.
- Maurice Réol: cuando llegaron trabajaba como redactor auxiliar para la sección de Estadística y Previsiones de la CATMA (Compañía de Seguros de Transportes Marítimos). Para apalear sus deudas, desde fines de febrero de 1971 hasta julio de 1972 estuvo intentando en vano pedir ayuda en su trabajo, primero a su jefe de servicio, luego al servicio social de la empresa, y finalmente al nuevo jefe de servicio. Poco después de su regreso de Yugoslavia, cuando ya daban todo por perdido, lo ascendieron a subjefe de servicio, aumentando su sueldo casi al doble y consiguiendo con esto salir de sus deudas. Ahora es el actual jefe de servicio y genera el dinero necesario para que su familia viva cómodamente.

- Octave Réol: este día celebra su octavo cumpleaños.

- Rorschash, Los

Rémi Rorschash y Olivia Norvell se conocieron por casualidad en febrero de 1958 en una librería de Davos, de la cual ambos querían el último ejemplar que quedaba de un libro.
- Rémi Rorschash: comenzó una carrera como artista escénico a fines de la Primera Guerra Mundial, imitando a Max Linder en un music hall en Marsella. En 1919 tuvo un breve éxito en una orquesta, y más tarde conoció a un virtuoso trapecista de 12 años de edad, capaz de mantenerse durante horas arriba del trapecio. Rémi se convirtió en su productor y durante años realizaron numerosas giras, hasta que este ya no quiso bajar del trapecio, y acabó suicidándose. Después, en 1928, intentó durante dos años traficar cauríes (una moneda africana) en la África Occidental Francesa, pero alguien se le adelantó y le acabaron requisando todo su contrabando. En 1932 escribió un discreto libro sobre su experiencia en África, y fundó una revista literaria. No está claro a qué se dedicó durante la Segunda Guerra Mundial: algunos dicen que realizó misiones diplomáticas en Fuerzas Francesas Libres, mientras otros aseguran que colaboró para El Eje y que por ello tuvo que huir a España. Lo cierto es que regresó a Francia a inicios de los años 1960, rico y casado, y comenzó a trabajar como productor de televisión. En 1960, unos meses después de irse Grifalconi, compró a Olivier Gratiolet sus dos pisos actuales, y construyó con ellos un prestigioso y fotografiado dúplex. En 1974 escribió su segundo libro, y han aparecido desde entonces otros libros sobre él. A inicios de los años 1970 se enteró e interesó en la historia de Bartlebooth, pero no le apoyaron los implicados para poder recrear su historia por televisión. No obstante, después de los problemas que Bartlebooth tuvo con Beyssandre, acabó ayudándolo, confiándole unos operadores para que grabaran los blanqueos de los cuadros y así el millonario se asegurara del destino de sus pinturas. Es una persona ambiciosa, vanidosa y de maneras poco confiables. Actualmente es un misántropo que vive continuamente enfermo, internado y al que le queda poco tiempo de vida.
- Olivia Norvell (n. Sídney, 1930): a los ocho años se convirtió en una estrella en Australia, al interpretar el papel de Shirley Temple en la adaptación teatral de la película La mascota del regimiento (1937), presentada durante dos años en el Royal Theater. Luego representó exitosamente a Alicia en Un sueño de Alicia, inspirada en la obra de Lewis Carroll. Eleanor, su madre, explotó hábilmente la imagen de su hija, convirtiéndola en la niña más célebre del país. Desde entonces protagonizó varias obras de teatro y películas. Durante la guerra, al igual que muchas otras niñas y jóvenes australianas, fue madrina de guerra de varios soldados reconocidos por alguna acción valerosa; en su caso, fueron regimientos enteros a los que enviaba cartas de ánimo y retratos. El soldado raso Jeremy Bishop, motivado por una de estas cartas, se convirtió en el héroe de guerra más condecorado de Oceanía. Ambos se casaron el 26 de enero de 1946, en una pomposa fiesta abierta con la que lucraron ambas familias; el matrimonio duró doce días. Tras la ruptura se fue a Estados Unidos, donde protagonizó su penúltimo largometraje en 1949, el cual no consiguió el éxito esperado. Su película siguiente ni siquiera alcanzó a montarse, ya que los productores la consideraron poco rentable. Después protagonizó una serie de televisión turística, donde adquirió el gusto por viajar. Conoció al que sería su segundo marido durante la grabación del 58.º episodio de la serie, un actor galán, que la dejó a los cuatro meses por un italiano, coincidiendo con la grabación del 59.º episodio. Tras dejar el cine y la televisión, quiso volver al teatro, actuando y produciendo con el dinero de la pensión de su segundo marido la obra Love's Labour's Lost, dirigida por el prometedor Vivian Belt, a quien había conocido en Londres hacía pocos días. Con solo tres funciones, la obra obtuvo una pobre crítica. Sin embargo, durante el montaje supo que Belt era lord y rico, y acabó casándose con él, separándose luego de notar que ni siquiera en la cama y el baño se separaba de su perro. Su penúltimo matrimonio fue con un industrial paralítico de Racine (Wisconsin). Conoció a Rémi Rorschash a las pocas semanas después de su último divorcio, y se convirtió en su quinto marido. Ahora ha sido invitada a Melbourne para el estreno mundial de la película de montaje Érase una vez Olivia Norvel, basada en su carrera actoral. Aprovechando la ocasión, a medianoche se embarca en su 56.ª vuelta al mundo. Como estará unos meses fuera, ha alquilado por veinte mil francos el apartamento a un tal Giovanni Pizzicagnoli, diplomático que vive en Ginebra, que durante seis semanas presidirá en París una comisión de la Unesco. Él llegará dentro de tres días, pero su esposa, una bernesa cuarentona, ya está en el edificio, junto a su hijo de cuatro años, alarmada por las complejidades del cuarto de baño.

- Smautf

Mortimer Smautf: fiel criado de Bartlebooth, para quien ha trabajado por más de cincuenta años como sirviente, ayuda de cámara y secretario personal. Desde 1930 comenzó a preparar el viaje por los cinco continentes que realizó con su jefe entre 1935 y fines de 1954. Sin tener estudios formales, durante el viaje se obsesionó por el cálculo mental, adquiriendo una gran habilidad. Regresó a París con una serie de sellos para el hijo de la señora Claveau, etiquetas de hoteles para Gaspard Winckler, y postales para Valène, con quien, a diferencia de Bartlebooth, mantiene una buena relación. Poco después de llegar se contactó con Morellet para que lo ayudara a pegar los rompecabezas terminados por su jefe. También sirvió a Winckler durante su último año de vida. Nunca ha querido jubilarse, actualmente tiene unos 80 años y, a diferencia de Bartlebooth, continúa recordando sus aventuras de trotamundos.
- Sutton

Jane Sutton: inglesa de 16 años de edad, que se encuentra trabajando como au pair en casa de los Rorschash. Estudia en Greenhill, Inglaterra, donde ha participado en varias obras de teatro. Debido al inminente viaje de Olivia Rorschash, desde mañana deberá servir a los Pizzicagnoli, que acaban de alquilar por varias semanas el apartamento de la señora.
- Valène

Serge Valène (n. Estampes, 1900): pintor e ilustrador de discreta notoriedad. Soltero. Vive allí desde octubre de 1919, cuando a los 19 años se mudó a París para estudiar en la Escuela de Bellas Artes, convirtiéndose en el segundo en vivir en las habitaciones de servicio sin ser criado de otros habitantes del edificio. Fue amigo de juventud de varios habitantes del edificio, como Jerôme, Flora Champigny, Raymond Albin, la Srta. Crespi y François Gratiolet. Desde enero de 1925 y durante diez años le dio clases diarias de acuarela a Bartlebooth, a petición de este último, pese a no tener conocimientos previos ni aptitudes. Durante todo ese tiempo apenas se conocieron. En cambio, sí se hizo amigo de Gaspard Winckler, a quien conoció en 1932. En julio de 1937, Bartlebooth los invitó a él y al matrimonio Winckler a un viaje en yate por Europa. Ese año le declaró su amor a Marguerite Winckler, con quien solía pasear a solas por París. Sin embargo, su amistad continuó inalterable. Vio a Bartlebooth por última vez por casualidad, en 1972, en un frío encuentro en las escaleras. Actualmente es el más antiguo de la casa. Es un hombre sensible, soñador y nostálgico, consciente del paso del tiempo.
- Winckler, Los

Gaspard Winckler y Marguerite se conocieron en un café de Marsella, en noviembre de 1930, cuando él había recién regresado del servicio militar en el norte de África. Ambos estaban cesantes, pero Marguerite tenía un mínimo de dinero. Se casaron a los pocos días y se mudaron a París, instalándose en el edificio en 1932. Fueron muy amigos de Valène, y Bartlebooth los invitó en varias ocasiones a su apartamento, e incluso en julio de 1937 a un viaje en yate por Europa. La hermana de Gaspard (Anne; 1911-1942) y su sobrino (Grégoire Voltimand; f. mayo de 1944) ya habían fallecido, por lo que tras su muerte, el apartamento lo heredó Antoine Rameau, un pariente lejano que decidió subastarlo a una inmobiliaria.
- Gaspard Winckler (La Ferté-Milon, 1910 - París, 29 de octubre de 1973): desde los 12 años se inició en distintas técnicas de artesanía y trabajos manuales con su maestro el señor Gouttman. Tras la muerte de Gouttman a inicios de 1929, fue expulsado por el propietario de la casa que alquilaban en Charny. Gaspard no tenía ningún oficio formal ni experiencia laboral. Regresó a su ciudad natal, pero se enteró de que su padre había fallecido en Verdún, su madre se había vuelto a casar y vivía en El Cairo, y su hermana Anne, un año más joven que él, se había casado hacía poco con un tal Cyrille Voltimand y vivían en París. Fue en su búsqueda en marzo de ese mismo año, caminando hasta la capital, en la que nunca había estado, pero no pudo encontrarlos. Sin amigos, trabajo ni hogar, decidió en mayo alistarse en el ejército, por el cual estuvo durante dieciocho meses alistado cerca del Marruecos español. Ya casado y en París, logró encontrar trabajo en un taller de juguetes. Con solo 22 años, fue contratado por concurso por Bartlebooth, para desde inicios de 1935 y durante veinte años, recibir una de sus pinturas aproximadamente cada dos semanas, y con ella construir un rompecabezas, cada uno de los cuales diseñó de forma muy distinta a los anteriores, y al mismo tiempo como si se tratara de un único y enorme rompecabezas. En 1943 falleció su esposa. Tras varios meses de duelo, se deshizo de todas las pertenencias que le recordaban a ella. Acabado este largo trabajo en 1955, se dedicó primero a hacer juguetes para niños, y luego fabulosas sortijas que obsequió a distintas mujeres, entre ellas varias habitantes del edificio. Desde 1965 y hasta sus últimos años de vida construyó inquietantes espejos en molduras de madera, que nunca vendió ni regaló. También solía jugar fervientes partidas de backgammon con Morellet. Falleció a los 63 años, siendo inhumado el 3 de noviembre de 1973.
- Sra. Marguerite (1911-noviembre de 1943): los veranos de su adolescencia los vivió en el campo. Se casó a los 19 años de edad. Ya en París, logró encontrar trabajo con un coleccionista de instrumentos musicales antiguos. Se convirtió en una miniaturista notable, especializada en copias y restauración. Paradójicamente, era muy desordenada. Falleció al dar a luz un hijo que nació muerto.

#### Antiguos residentes
- Appenzzell, Los

Familia judía procedente de Austria.
- Marcel Appenzzell (n. 1909): etnógrafo de la escuela de Malinowski. Ejerció como profesor auxiliar de etnografía en Graz hasta 1932, año en que, con 23 años, se adentró en la jungla de Sumatra en busca de la tribu de los andalams, también llamados orang-kubos o kubus, antiguamente civilizados pero que por entonces se habían replegado hacia el interior de la jungla. Consiguió encontrarlos, pero estos lo ignoraron, impidiéndole integrarse al grupo. Unos exploradores lo encontraron luego de seis años, débil y salvaje. En 1938 lo enviaron a París con su madre, donde reaprendió sus olvidadas costumbres. Antes de dar una conferencia sobre la tribu, quemó casi todo su trabajo y regresó a Sumatra en marzo de 1939, perdiéndose su rastro.
- Sra. Appenzzell (f. junio de 1944, cerca de Vassieux-en-Vercors): madre de Marcel. Luego de cuidar a su hijo y este dejarla, intentó huir de los nazis, pero finalmente la capturaron.

- Brodin-Gratiolet, Los

Antoine Brodin y Hélène Gratiolet se casaron poco antes de 1917. Con el dinero obtenido por la herencia de Hélène, se fueron a Estados Unidos a vivir de los juegos de azar.
- Antoine Brodin (f. Jemima Greek, Florida; 11 de septiembre de 1935): antes de dedicarse a los juegos de azar, fue profesor de danza. En Jemima Greek, a 40 kilómetros de Pensacola, fue asesinado por tres criminales, molestos luego que Antoine les impidiera ingresar a su sala de juegos. Los asesinos fueron los hermanos Jeremiah y Ruben Ashby, sobrinos del sheriff del condado, y un enano cruel llamado Nick Pertusano.
- Hélène Gratiolet (1888-1947): tras la muerte de su padre Juste Gratiolet, heredó valiosos cuadros del paisajista bretón Richard Le Meriadech, que vendió por 60 mil francos. Pocos días antes del asesinato de su esposo, había estado en San Petersburgo. La misma tarde del crimen fue acompañada por la policía a identificar el cadáver. Reconoció a los asesinos por sus voces, pero en lugar de detenerlos, el sheriff envió a escoltarla hasta Mobile, aconsejándole que no regresara. Consiguió huir de los escoltas y se fue a Tallahassee, donde presentó una denuncia al gobernador; sin embargo, esa misma noche recibió una carta con una amenaza de muerte. El gobernador ordenó al sheriff que iniciara una investigación, y este les pidió al trío criminal que se alejasen por un tiempo. Entonces Hélène decidió vengarse por su cuenta: disfrazada de hombre, asesinó a Pertusano, arrojándolo por la borda de un barco de vapor de jugadores profesionales que recorría el Misisipi; acompañada por un titiritero francés llamado Paul Marchal, que conoció río abajo, y disfrazada de bailarina oriental de danza del vientre y adivinadora de cartas, viajó por Luisiana y Florida, hasta hallar y asesinar de un balazo a Ruben Ashby a 30 km de Tampa; tres días después, encontró a Jeremiah cerca del hipódromo de Miami, y luego de seguirlo otros tres días y citarlo a un motel de bungalós, lo mató poniendo una bomba en la habitación sobre la cual yacía el cuerpo de su hermano Ruben. Esa misma noche viajó en una goleta hasta Cuba, y desde allí tomó un buque hasta Francia. Su sobrino François Gratiolet la instaló en dos habitaciones del edificio, donde vivió temerosa hasta su muerte, creyendo que irían por ella. Sin embargo, en Estados Unidos jamás sospecharon de ella. Antes de su muerte dejó a su sobrino una carta contándole su historia.

- Colomb

M. Colomb: viejo estrafalario, editor de almanaques. Padre del trapecista Rodolphe y amigo lejano de los padres de Serge Valène, a quien le alquiló por poco dinero la habitación de servicio del séptimo piso.
- Danglars, Los

Berthe y Maximilien Danglars se casaron alrededor de 1900. Desde fines de la Primera Guerra Mundial, descubrieron un intenso placer sexual en hurtar objetos en las grandes fiestas a las que eran invitados por sus eminentes conocidos. Comenzaron con un pequeño hurto de Berthe, y desde entonces el juego consistió en que uno debía robar lo que el otro le dijera, siendo observado por este. Amparados en su supuesta honorabilidad, tardaron en descubrirlos, pero un joven inspector de policía, Roland Blanchet, sospechó de la pareja, y el 24 de diciembre de 1925 ingresó a su apartamento, encontrando una libreta de anotaciones donde registraban cada uno de sus robos. Los Danglars no se encontraban en ese momento, pero súbitamente entró la Srta. Crespi, por lo que Blanchet, para huir, decidió prenderle fuego al gabinete de Berthe. Las llamas incendiaron la mitad de su apartamento, e inicialmente se creyó que la causa había sido un descuido de sus criados, Crespi o el matrimonio Honoré. Blanchet huyó con la libreta y con ella extorsionó a los Danglars por 500 mil francos. Como la pareja no tenía esa cantidad de dinero, y se negaban a robar dinero, intentaron huir el 3 de enero de 1926. Fueron detenidos dos días después, cuando intentaban entrar clandestinamente a Suiza. Fueron acusados de 32 robos, por los cuales recibieron duras condenas.
- Berthe de Danglars: esposa de Maximilien. Fue condenada a 30 años de prisión, acabando sus días como una vagabunda apodada La Baronesa.
- Maximilien Danglars: su padre, un viticultor de la Gironda y presidente de la Sección bordelesa del Comité de Vinos, alquiló en 1900 uno de los apartamentos de Juste Gratiolet, durante todo el tiempo que duró la Exposición Universal de París. Así Maximilien se convirtió en el inquilino más antiguo del edificio. Estudió derecho, alrededor de 1900 fue nombrado asesor, y más tarde se convirtió en un reputado juez, alto magistrado y presidente de la Audiencia territorial. Fue condenado a cadena perpetua y deportado a Saint-Laurent-du-Maroni, donde murió poco tiempo después.

- Echard, Los

- Sra. Echard (f. 1968): era una mujer mezquina y cascarrabias, que tuvo constantes peleas con su yerno. Falleció ahogada con una espina de pescado.
- Marcelin Echard: bibliotecario jubilado, antiguo jefe de almacén de la Biblioteca Central del XVIII Distrito de París. Actualmente gasta su tiempo intentando demostrar que Hitler sigue con vida. Bondadoso y pacífico, es la antítesis de lo que era su esposa. Tras el ansiado fallecimiento de esta última, se fue a vivir a su casa de campo cerca de Arlés.

- Caroline Echard (véase en la familia Marquiseaux).

- Fresnel, Los

Henri Fresnel y Alice se casaron en 1924, cuando el primero trabajaba como jefe de cocina para el Sr. Hardy. Henri renunció a su trabajo y abrieron un exitoso restaurante, visitado por bohemios artistas escénicos. En octubre de 1929, Henri abandonó a Alice, estando esta embarazada de seis meses de Ghislain Fresnel. Luego de muchas aventuras, Henri regresó para verla cuarenta años después. Alice lo ignoró, y tras el encuentro se fue a vivir a los pocos meses con su hijo a Numea, Nueva Caledonia.
- Henri Fresnel (c. 1894): buen cocinero, fue contratado en 1919 por el Sr. Hardy como jefe de cocina de su nuevo restaurante, cuando era un joven melancólico y poco locuaz de unos 25 años de edad. Con este fin, se fue a vivir al edificio en junio de 1919, convirtiéndose así en el primero en vivir en una de las habitaciones de servicio sin ser un criado, y en bajar desde los últimos pisos por la escalera principal. Luego de casarse, renunció a su trabajo y montó su propio restaurante. Estimulado por la bohemia de sus comensales, abandonó a su esposa para iniciarse en el teatro, como cocinero, contable, director y actor de una pobre compañía de teatro ambulante. Pese a las dificultades, duraron tres años, hasta disolverse drásticamente. En Lyon se unió a una compañía de saltimbanquis, convirtiéndose en el mago, adivino y curandero Míster Mephisto. En dos años cruzaron España, pasaron a Marruecos, Mauritania y Senegal; en abril de 1937 embarcaron a Brasil, pasaron por Venezuela, Nicaragua, Honduras y México. En abril de 1940 se encontró en Nueva York, solo y sin dinero. Pidió ayuda al sacerdote de la Iglesia de San Marcos en The Bowery, y este le consiguió trabajo como cocinero de Grace Twinker, alias Twinkie, una millonaria, extravagante y generosa mujer de 70 años, otrora famosa artista de Broadway. Twinkie falleció en 1951, y con las suculentas rentas que le dejó a cada uno de sus servidores, Henri, ahora apodado «Henry», abrió un restaurante, publicó un libro de cocina francesa, fundó una próspera escuela de cocina, produjo y protagonizó la serie de televisión I am the cookie y actuó en otros papeles análogos. Se fue a vivir a Miami, y dejó los negocios en 1970, decidiendo regresar a París. Encontró a su antigua esposa, le contó sus aventuras y le ofreció dinero, que esta tranquilamente le rechazó.
- Alice Fresnel: hija del director de ventas de una importante salchichería de Pithiviers. Tras ser abandonada por su esposo, en lugar de buscarlo actuó estoicamente, quedándose en el mismo edificio, contratando a otro cocinero y haciéndose cargo ella sola del restaurante. Varios años después lo acabó vendiendo, y continuó viviendo modestamente de sus ahorros. Poco después de recibir la visita de su exmarido, se fue a vivir a Nueva Caledonia con su hijo, donde actualmente lleva una vida triste en una vivienda sin agua, como criada y aya de su nuera.

- Ghislain Fresnel (n. enero de 1930): fue criado por una nodriza contratada por Alice, mientras ella se hacía cargo del restaurante. Ya mayor de edad ingresó al ejército, se casó y en Numea ejerce como oficial de la escala activa de guarnición.

- Grifalconi, Los

Emilio y Laetizia Grifalconi fueron un matrimonio italiano, que se mudó al edificio en los años 1950. Llegaron cuando sus gemelos, Alberto y Vittorio, tenían tres años de edad.
- Emilio Grifalconi (Verona - 1972): ebanista italiano. Se trasladó con su familia a París para participar de la restauración del palacio de la Muette. Su mujer se enamoró de Paul Hébert, y la dejó ir con tranquilidad. Desde entonces se hizo cargo él solo de sus hijos, con quienes regresó a Verona en 1959. Antes de partir le pidió a Serge Vàlene que le dibujara un retrato de los cuatro. En agradecimiento, además del pago por la pintura, le regaló una antigua hoz de oro (de aquellas con las que los druidas cortaban el muérdago) y el negativo de la pata de un mueble antiguo del palacio, roída por un gusano durante años. Falleció de triquinosis.
- Laetizia Grifalconi (c. 1957): quince años menor que su marido, tenía una «belleza severa y casi sombría». En el edificio conoció a Paul Hébert en 1952, con quien tras su partida en 1955 comenzó una profusa mensajería, cada vez más romántica. Uno de sus borradores fue encontrado por su marido. Ella le confesó su amor por Hébert, y este la dejó marchar sin conflictos.

- Alberto Grifalconi: hacia 1972 se había convertido en profesor de taxonomía vegetal en Padua.
- Vittorio Grifalconi: hacia 1972 se había ido a vivir a América del Sur.

- Hardy, Los

Los Hardy vivieron en el apartamento que luego ocuparon los Appenzzell, y más tarde los Altamont.
- Sr. Hardy (n. Marsella): tratante de aceite de oliva. Se mudó al edificio en 1919, poco después de abrir un restaurante en París, cuya finalidad era promocionar sus aceites. Contrató como jefe de cocina a Hardi Fresnel, a quien le alquiló su habitación de servicio, arriba del edificio. De este modo se convirtió en el primero en alquilar su habitación de servicio a alguien que no trabajaba en el edificio.
- Sra. Hardy: sin saberlo, fue el gran amor de Abel Speiss.

- Hébert

Paul Hébert (n. 1925): su madre falleció en 1935 y su padre vivía ausente, fuera de París. Por ello vivió solo en el edificio desde muy joven. El 7 de octubre de 1943 fue detenido por la Gestapo en la redada del bulevar Saint-Germain. Era inocente de lo que se le acusaba, pero sospecharon de él al no poder inventar una excusa creíble, pues se encontraba entonces vendiendo droga, que se conseguía de su abuelo químico-farmacéutico. Fue torturado, y cuatro meses después deportado al campo de concentración de Buchenwald. Liberado en 1945, fue internado durante siete años en el sanatorio de los Grisones. Regresó a Francia en los años 1950, como profesor de física y química en un colegio. Por esos años llegaron al edificio los Grifalconi, y en 1952 conoció y se enamoró perdidamente de Laetizia. En octubre de 1955 fue trasladado por recomendaciones médicas a Mazamet. Inició con Laetizia una profusa mensajería, cada vez más apasionada. Luego que Laetizia le confesara esta relación a su esposo, se fueron a vivir juntos. Acabó trabajando en un puesto ambulante en Bar-le-Duc.
- Honoré, Los

Corinne y Honoré Marcion se conocieron en 1900 en la Exposición Universal de París. Fueron contratados por los Danglars unos meses después que Célia Crespi. En el edificio fueron conocidos por todos como Sra. y Sr. Honoré, respectivamente. Sirvieron a los Danglars hasta 1926, cuando ambos tenían unos 70 años de edad, luego de la huida y posterior detención de sus jefes. Emile Gratiolet les dejó quedarse en el edificio, donde vivieron de sus ahorros y haciendo esporádicos favores pagados a sus vecinos. Vivieron dignamente en el edificio hasta fines de 1949. En noviembre falleció Honoré luego de comer, y Corinne le siguió unas semanas después.
- Honoré Marcion (Lyon, c. 1856 - noviembre de 1949): fue marionetista, ayudante de faquir, mozo de café en el baile Mabille, organillero con monito al hombro, y posteriormente criado de casas burguesas, oficio en el que se desempeñaba muy bien. En 1900 fue contratado por un año en París como mayordomo del padre de Maximilien Danglars. Este quedó tan contento con Honoré, que lo dejó trabajando con su hijo Maximilien, que estaba próximo a casarse. Poco después, Honoré aconsejó al nuevo matrimonio para que contrataran a Corinne.
- Corinne de Marcion (1856 - c. noviembre de 1949): campesina normanda, avezada en múltiples oficios. Llegó a París con quince años, a fines de 1871, a trabajar como pinche en una pensión de familia, donde estuvo treinta años, ganando solo 25 francos mensuales. Comenzó a trabajar para los Danglars como cocinera.

- Hourcade

Sra. Hourcade: trabajó en una fábrica de cartonaje. En 1934 Bartlebooth le encargó 500 cajas en las cuales Winckler dejaría más tarde los rompecabezas terminados. Tras la guerra comenzó a trabajar en una ferretería. Luego de jubilarse en 1970, se mudó a las afueras de Montargis, donde vive tranquilamente y desde donde le escribe una vez al año a la Señorita Crespi.
- Jérôme

Adrien Jérôme: en julio de 1924 aprobó las oposiciones a la cátedra de Historia en la Escuela Normal Superior de París. Recién egresado, fue contratado como profesor de historia en el Lycée Pasteur de Neuilly, donde trabajaría por unos años. Se mudó al apartamento que posteriormente ocuparían los Winckler en octubre de 1924. Joven, prestigioso, elegante, sofisticado y antifascista, buen cocinero y seguro de sí mismo, fue amigo de juventud de Valène, Flora Champigny y Raymond Albin. Se doctoró como becario de la Fundación Thiers, y se fue como agregado cultural a Lahore (antes India, hoy perteneciente a Pakistán). Regresó al edificio en 1958 o 1959, alquilándole una pequeña habitación de servicio al administrador. Llegó irreconocible, gastado y acabado, trabajando en la biblioteca del Instituto de Historia de las Religiones y muy afectado por el poco interés de los editores en sus investigaciones. Acabó sus días traduciendo libros anglosajones para niños, y devorando novelas policíacas anglosajonas. Nunca le contó a nadie lo sucedido en su viaje. Su última década de vida fue amargada y anodina.
- Massy, Los

Hijos de un piscicultor de San Quintín, los hermanos Albert y Josette Massy se fueron a vivir al edificio a fines de los años 1930, donde actualmente habitan los Marcia, dejando el edificio definitivamente a fines de 1944 o principios de 1945.
- Albert Massy (n. 1904): a los 16 años comenzó en Levallois a aprender el oficio de la talabartería, pero tras ingresar a un club deportivo y destacar inmediatamente como un ciclista excepcional, se convirtió a los 20 años en ciclista profesional de ruta. En su debut obtuvo un honroso quinto lugar en el Giro de Italia 1924. Al mes siguiente participó en el Tour de Francia, el cual habría ganado de no ser porque a veinte kilómetros de la meta se rompió la horquilla de su bicicleta y se tuvo que retirar, cediéndole el trono a Ottavio Bottecchia. Frustrado, se retiró de la carretera y optó por el medio fondo. A inicios de septiembre de 1925 fue reclutado como soldado raso en Vincennes. El 15 de octubre, con el apoyo de su regimiento fue a correr a Montlhéry, logrando batir el récord mundial tras recorrer en una hora 118.75 km; sin embargo, uno de los tres jueces exigidos por la Federación Internacional de Ciclismo se excusó solo dos días antes y no pudo presenciar la carrera, por lo que su resultado no fue reconocido. Pese al apoyo del gobierno, solo consiguió la posibilidad de repetir la prueba, batiendo en diciembre su propio récord con 119.851 km, pero no logrando superar el nuevo récord de 120.958 km obtenido quince días antes por Jean Brunier. Esta injusta privación de pasar a la historia destruyó su moral, por lo que renunció para siempre a las competiciones. Entonces comenzó a entrenar a Lino Margay, por cuyos éxitos inicialmente experimentó alegría y orgullo, pero que luego se tornaron en envidia. Lo sobreexigió tanto que lo llevó a un horrible accidente. Después de eso renunció definitivamente al ciclismo. A fines de los años 1930 compró la tienda del edificio a un vendedor de cañas de pescar, instalando una talabartería y mudándose allí con su hermana. Luego de dejar el hospital, se llevó a vivir consigo a Margay, por cuyas insistencias acabó convenciendo a su hermana para que se casara con él. Vivió solo por un tiempo, hasta que su hermana regresó unos meses después. Llegada la Segunda Guerra Mundial, fue alistado por la STO para trabajar en Alemania en una fábrica de calzado. Regresó en julio de 1944, y unas semanas luego de volver Margay y llevarse a su hermana, vendió la talabartería y regresó a San Quintín, donde continuó una vida tranquila.
- Lino Margay: se convirtió en pupilo de Albert luego que este se retirara de las competiciones. Gracias a su entrenador ganó durante años numerosas carreras de Europa. Sobreexigido por Albert, sufrió un grave accidente intentando batir el récord que a su entrenador no le habían reconocido, quedando su rostro desfigurado. Una vez salido del hospital se fue a vivir con los Massy, y le pidió a Albert la mano de su hermana Josette, con quien se mudó a una casa junto al lago en Enghien, donde trabajó alquilando tumbonas, barcas e hidropedales a los veraneantes, hasta que ella lo abandonó. Entonces decidió expatriarse, y llevado por el azar se embarcó como fogonero en un barco carguero hacia Buenos Aires. En el viaje conoció a un viejo marino italiano, antiguo activista panarquista, que lo puso en contacto con la mafia argentina. Fue detenido por tráfico de drogas y condenado a tres años de cárcel, de donde salió en junio de 1942, conociendo en detalle la historia de numerosos delincuentes latinoamericanos. Se instaló en México, donde se convirtió en un reputado encubridor de gánsters importantes. Hizo fortuna rápidamente, y a fines de 1944 se trasladó a Estados Unidos, donde amenazó a un reconocido cirujano de Pasadena (California) para que le operara el rostro, lo que consiguió con excelentes resultados. Al año siguiente regresó a París por Josette, de quien seguía enamorado, y se fueron juntos a una casa recién construida junto al Lago de Ginebra, cerca de Coppet, desde donde continuó con su lucrativo trabajo.
- Josette Massy: como favor a su hermano, decidió casarse en 1937 con el desfigurado Lino Margay. En Enghien hacía las cosas de la casa, y solía permanecer en un cuarto al que le había pedido a su esposo que nunca entrase. Menos de dieciocho meses después, en abril de 1939 regresó a la casa de su hermano, rogándole alejarlo de Margay. Sin embargo, comenzó a extrañarlo en silencio, comprendiendo que lo amaba más allá de su aspecto físico. Comenzada la guerra y tras la partida de su hermano, instaló un taller de costura, con la que consiguió bastante trabajo. A veces la acompañaban Marguerite Winckler y la señorita Crespi. Tras el regreso de su hermano, un día le confesó su amor por Lino Margay. Al día siguiente, este último apareció en su puerta, guapo y rico, y Josette aceptó su invitación para irse a vivir juntos otra vez.

- Morellet

Benjamín Morellet: realizó múltiples oficios antes de convertirse en auxiliar de laboratorio. Al regresar Bartlebooth de sus viajes en 1954, lo contactó Smautf para ayudarlo a pegar los rompecabezas una vez que se fueran completando. Su jefe, un químico de origen alemán llamado Kusser, los ayudó en dicha tarea, ideando un tipo de pegamento especial para dicho fin. Así, la habitación de Morellet se convirtió en un taller destinado a pegar los rompecabezas de Bartlebooth. Morellet fue descuidando sucesivamente su trabajo en el laboratorio, para dedicarse casi por entero a esta nueva tarea, así como a la creación y venta de productos químico-farmacéuticos supuestamente milagrosos. En febrero de 1960 perdió tres dedos de una mano, en un accidente mientras creaba uno de sus productos, razón por la cual fue despedido definitivamente del laboratorio. En noviembre de 1974 fue internado en un manicomio de Verrières-le-Buisson, y en su tarea de pegado de los rompecabezas fue reemplazado por un auxiliar de laboratorio llamado Robert Cravennat.
- Simpson

Grégoire Simpson (n. Thonon-les-Bains): hijo de una modista, de niño tocaba el tambor en épocas de carnaval, vestido con ropas tradicionales diseñadas por su madre. Vivió en el edificio por casi dos años, mientras estudiaba Historia. Durante el primer año realizó diversos trabajos temporales para costearse sus estudios: hasta mayo de 1960 trabajó como subbibliotecario auxiliar en la Biblioteca de la Ópera, y después como vendedor de distintos productos, incluyendo los de Morellet, luego que este tuviese el accidente en su mano. El curso siguiente obtuvo una pequeña beca que le permitió dejar sus trabajos. Cayó en la desidia y luego en el afán de realizar largos y ociosos paseos por París. Después dejó de salir de su cuarto durante meses, hasta que se marchó en 1961 y no volvieron a saber de él.
- Speiss

Abel Speiss (n. Alsacia): apodado «el ruso», porque usaba todo el año una toca de pieles. Antiguo veterinario del ejército, hombre sentimental, cuyo pasatiempo era resolver juegos de los periódicos. Su especialidad eran los criptogramas, y ganó tres mil francos en un concurso nacional. Estaba perdidamente enamorado de la Sra. Hardy, pero pese a los ánimos que le dieron varios vecinos, jamás le declaró su amor. Luego de su partida, su apartamento fue reemplazado en 1965 por una mujer y su hijo, y más tarde por los Berger.
- Stanley, Los

Ingeborg Skrifter y Blunt Stanley fueron una apuesta, joven y misteriosa pareja millonaria estadounidense. Se conocieron una noche de 1948 en un music-hall de Jefferson City, enamorándose instantáneamente.
- Ingeborg Skrifter (f. abril de 1954): hija de un pastor danés emigrado a Estados Unidos. Bajo el seudónimo de Florence Cook, en honor a la famosa médium londinense, antes de conocer a Stanley trabajaba como vidente en espectáculos nocturnos.
- Blunt Stanley: oficial del ejército estadounidense, en julio de 1950 fue enviado a la Guerra de Corea, pero al no poder estar separado de su amada, desertó con su guía filipino, Aurelio López, abandonando a su patrulla de once hombres y condenándolos a una muerte segura. El gobierno estadounidense creyó que había sido capturado y lo dieron por muerto, digno de una Medalla de Honor. Apenas se encontraron en terreno seguro, López lo sobornó por diez mil dólares, que debieron pagar con Ingeborg vendiendo todas sus pertenencias.

La pareja se reencontró en Ceilán, donde se ganaron la vida como los adivinos Joy (Ingeborg) y Hieronymus (Blunt), en espectáculos que fueron puliendo hasta convertirse en pirotécnicas invocaciones de Joy a Emanuel Swedenborg, interpretado por Blunt. Un empresario les ofreció un contrato para viajar por Bombay, Irak y Turquía. Al final de un espectáculo en Ankara, un hombre le ofreció a Joy cinco mil libras esterlinas para ponerlo en presencia de Mefistófeles y poder hacer un pacto con este. La falsa ceremonia fue convincente, y un mes después un amigo del cliente les pidió repetirla en París, esta vez por cinco millones de francos, incluyendo gastos de desplazamiento y estancia. Sin embargo, tres días antes del viaje reapareció López, a quien no pudieron negar que viajara con ellos. Ya instalados en el piso parisino en 1952, donde Blunt no debía dejarse ver (pese a que algunos vecinos intuían su presencia), López asumió el nombre de Carlos, aparentando ser el chófer guardaespaldas de Joy Slowburn (apodada Lorelei entre sus vecinos). Ingeborg, por su parte, solo debía hablar danés, y solo podía salir por las noches, vigilada de cerca por Carlos. En París alcanzaron a repetir el espectáculo en 82 ocasiones, a precios cada vez más altos. Carlos tenía el control total de la pareja, quedándose con casi todo el dinero. Una noche de abril de 1954, Blunt consiguió burlar la vigilancia del filipino y estrangularlo. Cuando ya se disponían a huir a Hamburgo con el dinero recaudado, Blunt vio a dos detectives afuera del edificio (que en realidad vigilaban a Véra de Beaumont); entró en pánico y discutió con su esposa, quien acabó muerta por un disparo de su propia arma, según él gatillada accidentalmente. Blunt se entregó a la policía. Fue juzgado y extraditado a Estados Unidos, donde fue condenado a cadena perpetua. En la cárcel de Abigoz, Iowa, se le asoció con el diablo y se le adjudicaron poderes sobrenaturales. Actualmente continúa haciendo negocios relacionados con el demonio, posee una guardia personal y es considerado uno de los condenados a cadena perpetua más ricos del mundo.
- Troquet

Medio vagabundo, malvivía recogiendo botellas vacías, dentro de las cuales introducía muñequitos de corcho que posteriormente vendía en los Campos Elíseos. Vivía en la habitación de servicio de los Marquiseaux, a quienes no siempre podía pagarles la renta. Los Plassaert consiguieron que lo desahuciaran, y compraron su buhardilla.
- Troyan

Combatió en las Brigadas Internacionales, siendo encarcelado durante casi toda la guerra en el campo de concentración de Lurs, desde donde consiguió escapar a fines de 1943 para integrarse a los maquis. Regresó a París en septiembre de 1944, y durante meses se dedicó activamente a la política. Luego se convirtió en un librero de viejo. En el edificio le alquilaba un humilde cuarto al administrador, que mantenía sucio y lleno de libros usados, en su mayoría de poco valor. Falleció hace aproximadamente una década.

#### Otros personajes relacionados con el edificio
- Araña, Sra.

La primera portera de la finca, española cascarrabias.
- Beyssandre, Charles-Albert

Reconocido y prolífico crítico de arte suizo francoparlante, que solía ser sincero, amistoso, escrupuloso y atento. Criticó las pinturas del «periodo brumoso» de Franz Hutting. En 1972 fue contratado para la adquisición de obras de arte contemporáneo para los futuros hoteles internacionales de lujo de un emergente holding hotelero. Por iniciativa suya, y proveyéndolo de dinero suficiente como para comprar las piezas artísticas que quisiera, le encargaron la búsqueda de obras maestras de artistas vivos, pocas pero realmente únicas, en un plazo de cinco años. La noticia se extendió rápidamente, y sus publicaciones y presencia en exposiciones comenzaron a pesar tan fuertemente en las decisiones de coleccionistas y accionistas de arte, que tras intentar seguir publicando bajo seudónimos, decidió dejar de escribir para los periódicos; unos meses después, ya cansado de las presiones y sutiles extorsiones a las que era expuesto, también optó por dejar las subastas e inauguraciones, dedicándose a visitar los estudios de los artistas en privado. En dos años visitó más de doce mil estudios en 91 ciudades de 23 países, hasta que en 1974, gracias a una entrevista escrita realizada a Rémi Rorschash dos años atrás, se enteró acerca del proyecto de las pinturas de Bartlebooth. Entonces decidió que las obras más importantes que adquiriría para la colección serían aquellas pinturas. Desde comienzos de abril de 1974, intentó ofrecerle a Bartlebooth una millonaria suma de dinero por las pinturas que este aún conservaba, pero tras ignorar este rotundamente sus ofertas, luego de tres meses decidió declararle la guerra, intentando a toda costa conservar sus cuadros, al punto de organizar un robo a Robert Cravennat (sucesor de Morellet) y quemar el taller de Guyomard. Finalmente, el 25 de abril de 1975, arrastrando con la muerte de cuatro emisarios de Bartlebooth y Rorschash camino a Trebisonda, posiblemente se quedó con el cuadro n.º 438 de los 500 que existieron. Al mes siguiente se anunció que el proyecto hotelero se cancelaba, y de Beyssandre no se volvió a saber.
- Claveau, Sra.

La segunda portera de la finca. Estaba casada con un repartidor de vino y tenían un hijo llamado Michel (1936-1955), que coleccionaba los sellos de los paquetes que Smautf le enviaba a Winckler. Michel falleció a los 19 años de edad, debido a un accidente en motocicleta. Tras la muerte de su hijo, la Señora Claveau dejó su trabajo en 1956, y con su esposo se retiraron en Jura.
- Guyomard, Gérard

Pintor y restaurador, famoso por restaurar dibujos de Hans Bellmer. Fue contratado por Bartlebooth para restaurar sus rompecabezas ya acabados y pegados, obteniendo así la pintura original. En 1974 o 1975, su taller casi resultó quemado en un incendio incentivado por Beyssandre.
- Nochère, Emilie

Nacida en 1930. La tercera y actual portera de la finca. Llegó allí en 1955 a los 25 años de edad, recién fallecido en Argel su esposo Henri Nochère, sargento jefe de 40 años. Fue amiga y admiradora del trabajo de Morellet, y tenía una buena relación con Gaspard Winckler. Es una mujer buena y bondadosa, aunque un poco entrometida. Visita regularmente a Orlowska, Valène y Crespi, y suele recibir encargos de varios habitantes del edificio. Sin embargo, odia a Hutting y a los Plassaert, por lo que evita a toda costa hacerles favores a ellos. Rémi Plassaert, por su parte, no olvida que Emilie haya defendido a Morellet cuando ellos querían su habitación; sin embargo, la única persona del edificio que realmente la detesta es la señora Altamont, por un incidente aislado pero embarazoso para esta última. Actualmente tiene 44 años y un perrito llamado Boudinet. Su hija única, Martine, se recibe hoy de la carrera de medicina.
- Romanet

Administrador de la finca, es dueño de casi la totalidad de las dos plantas de la buhardilla. Consiguió recuperar el apartamento de Paul Hébert, que ahora alquila a Geneviève Foulerot. Se resistió a echar a Morellet hasta que lo internaron. Actualmente apoya a la señora Altamont en el reemplazo de la señora Nochère en portería.

### Epílogo
La novela acaba con un epílogo referido a la muerte de Serge Valène el viernes 15 de agosto de 1975, durante la fiesta de la Asunción. Desde hace un tiempo, había sido cuidado diariamente por la Sra. Nochère, Elzbieta Orlowska y Célia Crespi. El día anterior el edificio se ha quedado prácticamente vacío, con la sola presencia de la señora Moreau y su amiga la señora Trévins, la señorita Crespi, la señora Albin y Valène. El resto ha salido de vacaciones: la señora de Beaumont a Berlín, como presidenta de honor en el festival Alban Berg; Cinoc a Estados Unidos, a visitar a unos primos lejanos; los Marcia a una villa cerca de Divonne-les-Bains, y Olivier Gratiolet con su hija a la Isla de Oleron. Otros han aprovechado el puente festivo: los Pizzicagnoli, alojados donde los Rorschash, fueron con Jane Sutton a Deauville; Elzbieta Orlowska a Nivillers a ver a su hijo, y la Sra. Nochère a Amiens para asistir a la boda de su hija.
Valène falleció tranquilo, recostado en su cama. Antes de morir, dejó esbozado un último cuadro, correspondiente a una gran tela donde dividía en cuadrantes regulares el plano de un edificio vacío, como si se tratara de un rompecabezas que, como los de Bartlebooth, tampoco será terminado.

## Análisis de la obra
Desde su publicación y hasta hoy, esta obra ha despertado el interés de muchos académicos y grupos de lectores. En España los analistas se han concentrado sobre todo en Madrid, incluyendo artículos en Almiar, Barcelona, incluyendo artículos en El Cultural y el País Vasco.
De acuerdo con algunos críticos, este libro recibe influencias de El manuscrito encontrado en Zaragoza (1804) de Jan Potocki, obra que a su vez está inspirada en Los cuentos de Canterbury, de Geoffrey Chaucer y Las mil y una noches. El gusto de Perec por contar historias dentro de otras historias, característico en esta novela, lo emparienta también con la obra de Paul Auster. Por otra parte, sus necesarios anexos, que ayudan a la mejor comprensión de la obra, la relacionan con el Ulises (1922) de James Joyce o con La colmena (1945) de Camilo José Cela. Entre otras obras que la preceden también se pueden mencionar la Biblia, Don Quijote de la Mancha, La comedia humana y En busca del tiempo perdido. El escritor francés Michel Butor, por su parte, ya había escrito una novela, experimental y teórica, titulada Pasaje Milán N.º 15 (1954) en la que se describe la vida de un inmueble parisino. Por último, los juegos en la literatura también están presentes en varias obras, tales como la obra de Julio Verne, Raymond Roussel o Raymond Queneau.
Las más de cien historias principales que figuran en la novela pertenecen a variados subgéneros narrativos. Túa Blesa hace constar que en cada caso, el narrador da a conocer tanto las fuentes primarias como secundarias de su investigación. Para el crítico Adolfo Vásquez Rocca, el libro se configura como un «catálogo», cuyos objetos, lugares y sucesos determinan la biografía de cada personaje, así como su lugar en la trama. Para el crítico Alberto Ruiz de Samaniego, en esta novela el espacio triunfa por sobre el tiempo.
Para el crítico Claude Burgelin, esta novela se configura sobre todo como un relato de venganza, de forma análoga a El Condotiero. Gaspard Winckler, que comparte nombre con el protagonista de esta última obra, construye un rompecabezas que Bartlebooth no podrá jamás completar, vengándose así de su condición de sirviente, cuyas obras de arte son sistemáticamente despreciadas y destruidas.
Es clara también la relación de este libro con las artes plásticas, relación que se repite en otras obras del autor. Para de Samaniego, esta novela, junto con Las cosas y Un hombre que duerme comparten una poética cercana a la de Andy Warhol, donde están presentes el voyeurismo y la «contemplación pasiva de la existencia». Para el estudioso Jean-Luc Joly, son tres los grandes artistas de la novela: Hutting, Bartlebooth y Valène, cuyas ambiguas historias no alcanzan a ser del todo caricaturescas, como en el caso de Fleury, el decorador de interiores de la Sra. Moreau, ni del todo carentes de sátira, como en el caso del ebanista Emilio Grifalconi. La irónica descripción de la obra de Hutting, por ejemplo, se presenta como una parodia al arte contemporáneo, al mismo tiempo que como una ironía del autor hacia sí mismo. La obra de Bartlebooth es también claramente contemporánea, al ser el mecanismo de su proyecto artístico más interesante que sus cualidades plásticas, y también por su actitud nihilista que ilustra lo gratuito y vano del arte. Para Joly, pese a que la obra de Perec está muy relacionada con el arte contemporáneo, su poética es más cercana a la del personaje del crítico de arte Beyssandre, quien intenta preservar la obra de Bartlebooth. Serge Valène, en cambio, es un artista moderno, que fracasa en su propio proyecto semejante al de Saul Steinberg, autor de la ilustración que sirve como base de la novela. Más cercano a Perec está un cuarto artista, Gaspard Winckler, que como Beyssandre, intenta impedir que el proyecto de Bartlebooth se totalice, y así acabar la novela con un final más optimista de lo que parece.
Según la historiadora de cine polaca Ewa Mazierska, el personaje de Véra Orlova, que luego de casada se conoce como Sra. Véra de Beaumont, se asemeja a la vida del cineasta Roman Polanski, cuyos padres, como los de Perec, fueron asesinados por los nazis en los campos de concentración.

## Recepción y crítica
Desde su publicación en 1978, este libro fue calificado como una obra maestra. Ese mismo año, Perec fue galardonado por esta novela con el Premio Médicis. En una encuesta realizada por el periódico francés Le Monde, fue elegida como la mejor novela de la década 1975-1985, y en un masivo sondeo realizado en 1999 por dicho periódico junto a la empresa Fnac, fue elegido uno de los 100 libros del siglo.
La vida instrucciones de uso ha sido comparada con otras obras notables, como la Divina comedia de Dante Alighieri, Los cuentos de Canterbury de Geoffrey Chaucer y Ulises de James Joyce. Ha recibido positivas reseñas, entre otros, de Catherine David para Le Nouvel Observateur, del escritor Paul Auster y del crítico Rafael Conte. Para el distinguido informático teórico Donald Knuth, se trata posiblemente de la mejor novela del siglo XX.

## Impacto y adaptaciones
Esta novela ha influenciado no solo a otros escritores, sino también a diversos artistas. Entre el 14 de junio y el 2 de julio de 1982, la escuela de teatro de Montreuil representó una obra teatral basada en esta novela, utilizando como escenario las dependencias de un edificio francés. Unos años más tarde, René Farabet preparó una lectura semi-dramatizada que presentó en el Festival de Aviñón en julio de 1988, la cual fue grabada y posteriormente emitida por la radio France Culture en octubre de 1988 y marzo de 1992. Fue traducida al inglés por primera vez por David Bellos en 1987. En 1989 se emitió para ABC una adaptación radioteatral de Suzanne Kieman a partir de la traducción de la novela al inglés.
La obra de Bartlebooth narrada en el libro influyó en el trabajo del artista conceptual Wim Delvoye. En 2006, la revista artística inglesa The Art Newspaper creó el Premio Bartlebooth, destinado en tono de broma a aquellos proyectos «improbables, inverosímiles e increíbles en el mundo de las artes contemporáneas». Ya a comienzos del siglo XXI, un artista contemporáneo asumió el seudónimo de Serge Vàlene, mientras que el escritor Marc Zaffran asumió el seudónimo de Marc Winckler, utilizando así el apellido de Gaspard Winckler en la novela.
En el ámbito cultural en español ha influenciado a escritores como Raúl Ruiz, Fernando Arrabal, Enrique Vila-Matas, Diego Moldes o Margo Glantz, Roberto Bolaño, entre otros.

## Historia editorial
El libro fue publicado por la colección «P.O.L.» de la editorial Hachette. La primera edición en castellano corresponde a una traducción de Josep Escué, que fue publicada en la colección «Compactos» de Editorial Anagrama en 1988. Más tarde, en 1993, el libro se reeditó en Círculo de Lectores, incluyendo un prólogo de Rafael Conte, donde el crítico se refiere a la obra de Perec en general y a esta novela en particular.